# Springfield, Missouri
Springfield este al treilea oraș ca mărime din statul Missouri și reședința de județ din Comitatul Greene. La recensământul din 2020, populația orașului era de 169.176. Este orașul principal al Zona metropolitană Springfield, care are o populație de 462.369 și include județele Christian,  Dallas, Greene, Polk și Webster.
Porecla lui Springfield este „Orașul Regină a regiunii Ozarks”, precum și „417” după prefixul orașului. Este, de asemenea, cunoscut ca „Locul de naștere al Route 66”. Acesta găzduiește trei universități, Missouri State University, Drury University și Evangel University.

## Istorie
Originea numelui orașului este neclară, dar opinia cea mai comună este că a fost numit pentru Springfield, Massachusetts, de către migranții din acea zonă. O relatare susține că James Wilson, care locuia în orașul fără nume de atunci, a oferit whisky gratuit oricui ar vota pentru numele Springfield, după orașul său natal din Massachusetts.

Editorul „Springfield Express”, JG Newbill, a spus în numărul din 11 noiembrie 1881:
„S-a afirmat că acest oraș „și-a luat” numele de la faptul că un izvor și un câmp sunt aproape de vestul orașului. Dar aceasta nu este o versiune corectă. Când persoanele autorizate s-au întâlnit și au adoptat titlul de „Viitorul Mare” din Sud-Vest, câțiva dintre cei mai timpurii coloniști și-au dat numele preferate, printre care se număra Kindred. Rose, care a prezentat numele câștigător, „Springfield”, în onoarea fostului său oraș natal, Springfield, Tennessee."
În 1883, istoricul R. I. Holcombe a scris:
„Orașul și-a luat numele din împrejurarea că sub deal, pe pârâu, există un „izvor”, în timp ce pe vârful dealului, unde se afla partea principală a orașului, era un „câmp”."

### Colonizarea timpurie
Prezența nativilor americani în zonă a încetinit așezarea europeană-americană a țării. Cu mult înainte de anii 1830, nativii Kickapoo și  Osage și Lenape (Delaware) de pe coasta atlantică mijlocie se stabiliseră în această zonă generală. Osage au fost tribul dominant timp de mai bine de un secol în regiunea mai mare.
În partea de sud-est a orașului, în 1812, aproximativ 500 de Kickapoo amerindieni au construit un mic sat de aproximativ 100 de wigwams. Au abandonat situl în 1828. La zece mile sud de situl Springfield, lenapii construiseră o locuință substanțială de case care împrumutau elemente de stil colonial englez din Atlanticul mijlociu, de unde emigraseră oamenii lor.
Primii coloniști europeni-americani în zonă au fost John Polk Campbell și fratele său, care s-au mutat în zonă în 1829 din Tennessee. Campbell a ales zona din cauza prezenței unei fântâni naturale care se scurgea într-un mic pârâu. El și-a exprimat pretenția sculptând inițialele într-un copac. Campbell i s-au alăturat coloniștilor Thomas Finney, Samuel Weaver și Joseph Miller. Au curățat pământul de copaci pentru a-l dezvolta pentru ferme. Un mic magazin general a fost deschis în curând.
În 1833, partea de sud a statului a fost numită județul Greene după eroul războiului revoluționar General Nathanael Greene. Campbell Township a fost unul dintre cele șapte localități originale organizate la 11 martie 1833, când județul Greene era mult mai mare. O hartă din 1876 arată că limitele includ toate secțiunile din T29N și R21 și 22W. Era mărginit de Center Township la vest, Robberson și Franklin Townships la nord, Taylor Township la est și Wilson și Clay Townships la sud (Mai târziu, Campbell a fost împărțit în Campbell No. 1 Township și Campbell No. 2 Township, apoi în North Campbell No. 1 Township, North Campbell No. 2 Township și North Campbell No. 3 Township.)
Reședința de județ Springfield este situată în comuna Campbell, datorită eforturilor lui John Polk Campbell. Localitatea este numită după John Polk Campbell, care a donat terenul pentru piața publică din Springfield și a plătit site-ul orașului. În 1835, a încredințat legiuitorului 50 de acri de teren pentru crearea unui reședință de comitat. Campbell a amenajat străzile și loturile orașului. Orașul a fost încorporat în 1838. În 1878, orașul și-a primit porecla de „Orașul reginei Ozarks”.
Guvernul Statelor Unite a impus Mutarea Indienilor în anii 1830, forțând cedări de terenuri în sud-est și în alte zone și relocând triburile de la est de râul Mississippi în Teritoriul Indian. Acesta s-a dezvoltat ulterior ca stat Oklahoma în 1908.
În timpul relocării din 1838 a majorității Cherokee, Trail of Tears a trecut prin Springfield spre vest, de-a lungul Old Wire Road.

### Războiul civil

#### Bătălia de la Wilson's Creek
Până în 1861, populația din Springfield creștea la aproximativ 2.000 de persoane și devenise un important centru comercial. La sfârșitul anilor 1850, liniile telegrafice, conectate anterior doar până în St. Louis, ajungeau la Springfield. Știrile din punctele mai la vest au fost aduse la Springfield pe uscat. A fost trimis prin telegraf la ceea ce se numea atunci New York Associated Press.
La începutul Războiului Civil American, Springfield a fost împărțit în loialitate. Fusese așezat de oameni atât din nord, cât și din sud, inclusiv deținători de sclavi. De asemenea, a atras mulți imigranți germani la mijlocul secolului al XIX-lea, care aveau tendința de a sprijini Uniunea.
Armatele Uniunii și cele Confederate au recunoscut importanța strategică a orașului și au căutat să-l controleze. Ei au luptat în Bătălia de la Wilson's Creek pe 10 august 1861, la câteva mile sud-vest de oraș. Bătălia a fost o victorie a Confederației, iar Nathaniel Lyon a fost ucis aici, primul general al Uniunii care a murit în războiul civil. Trupele Uniunii s-au retras în orașul din apropiere Liban pentru a se regrupa. Când s-au întors, au descoperit că cea mai mare parte a armatei confederate s-a retras.

#### Prima bătălie de la Springfield
Pe 25 octombrie 1861, maiorul Uniunii Charles Zagonyi(în maghiară Károly Zágonyi) a condus un atac împotriva confederaților rămași în zonă, într-o bătălie cunoscută sub numele de Prima bătălie de la Springfield, sau Asaltul lui Zagonyi. Oamenii lui Zagonyi au scos steagul Confederației din piața publică din Springfield și s-au întors în tabără. A fost singura victorie a Uniunii în sud-vestul Missouri în 1861. Activitatea militară crescută din zonă a pregătit scena pentru Bătălia de la Pea Ridge din nordul Arkansasului, în martie 1862.

#### A doua bătălie de la Springfield
Pe 8 ianuarie 1863, forțele confederate sub comanda generalului John S. Marmaduke au avansat pentru a prelua controlul asupra Springfield și a urmat o luptă urbană. Dar în acea seară, Confederații s-au retras. Aceasta a devenit cunoscută sub numele de A doua bătălie de la Springfield. Marmaduke a trimis un mesaj forțelor Uniunii cerând ca victimele confederate să aibă o înmormântare adecvată. Orașul a rămas sub controlul Uniunii pentru restul războiului. Armata SUA a folosit Springfield ca bază de aprovizionare și punct central de operare pentru activitățile militare din zonă.

#### Duel ca-n filmele western
Imediat după încheierea Războiului Civil pe 21 iulie 1865, Wild Bill Hickok l-a împușcat și ucis pe Davis Tutt într-un confruntat din cauza unui dezacord cu privire la o datorie Tutt a susținut că Hickok îi datorează. În timpul unui joc de poker la fostul hotel Lyon House, ca răspuns la dezacordul asupra sumei, Tutt luase ceasul lui Hickok, pe care Hickok a cerut imediat să-i fie returnat. Hickok a avertizat că Tutt ar fi bine să nu fie văzut purtând acel ceas, apoi l-a văzut purtând-o în Park Central Square, ceea ce a declanșat lupta.
Pe 25 ianuarie 1866, Hickok se afla încă în Springfield când a văzut un ofițer de poliție din Springfield, John Orr, împușcând și ucigând pe James Coleman, după ce Coleman a intervenit în arestarea prietenului lui Coleman, Bingham, care era beat și dezordonat. Hickok a depus mărturie în acest caz. Orr a fost arestat, eliberat pe cauțiune și a fugit imediat din țară. El nu a fost niciodată adus în judecată sau auzit din nou.

### Urmări
În timpul Războiului Civil, Missouri, ca stat de graniță, a fost puternic lovit de luptele vecinilor Jayhawker unionali împotriva vecinilor bushwhacker confederați. După război, luptele dintre vecini și vecini au continuat în tot statul, probabil cea mai faimoasă fiind acțiunile James–Younger Gang. Autoritățile au avut dificultăți în a controla luptele criminale, deoarece ambele părți încă mai aveau susținători partizani puternici. Între 1865 și 1885, județul Taney a raportat că au avut loc 40 de crime și nici un suspect nu a fost condamnat vreodată. Bald Knobbers și-a propus inițial să pună capăt bandelor de tâlhari, dar Bald Knobbers aveau să ajungă să aibă propriile excese și activități criminale.

### Relații rasiale

#### Linșaje

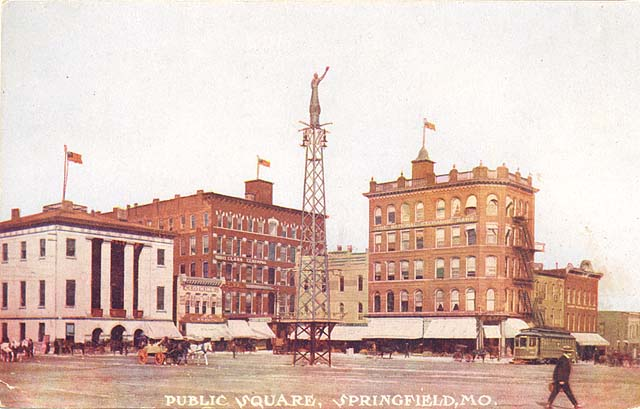
Gottfried Tower, centru, unde au fost linșați Horace Duncan, Fred Coker și Will Allen

Din perioada de după Reconstrucția până la începutul secolului al XX-lea, linșările de liberi și descendenții lor au avut loc în unele orașe și județe din Missouri, în special în fostele zone de sclavie.
Pe 14 aprilie 1906, o mulțime albă a pătruns în închisoarea din comitatul Springfield și a linșat doi bărbați de culoare, Horace Duncan și Fred Coker, pentru că ar fi agresat-o sexual pe Mina Edwards, o femeie albă. Mai târziu s-au întors la închisoare, unde erau ținuți alți prizonieri afro-americani, și l-au scos pe Will Allen, care fusese acuzat de uciderea unui bărbat alb. Toți cei trei suspecți au fost spânzurați de Turnul Gottfried, care deținea o replică a Statuei Libertății
Trupurile lor au fost arse în piața tribunalului de o mulțime de peste 2.000 de locuitori albi. Judecătorul Azariah W. Lincoln a cerut un mare juriu, dar nimeni nu a fost urmărit penal. Procedurile au fost acoperite de ziare naționale, inclusiv „New York Times” și „Los Angeles Times’’.
Angajatorul lui Duncan și Coker au mărturisit că erau la afacerea lui în momentul crimei împotriva lui Edwards, iar alte dovezi sugerau că ei și Allen erau toți nevinovați. Aceste trei sunt singurele linșaje înregistrate în comitatul Greene.
Dar crimele extrajudiciare au făcut parte dintr-un model de discriminare, violență repetată și intimidare a afro-americanilor din acest oraș și din sud-vestul Missouri, între 1894 și 1909, în încercarea de a-i expulza din regiune. Albii în Lawrence County, învecinat, au linșat și trei bărbați afro-americani în această perioadă. După linșajul în masă din Springfield, mulți afro-americani au părăsit regiunea.
O placă comemorativă din colțul de sud-est al pieței tribunalului Springfield îi comemorează pe Duncan, Coker și Allen, cele trei victime ale violenței mafiote.

### Medalionul Ozark Hillbilly
Camera de Comerț Springfield a oferit odată demnitarilor în vizită un „medalion Ozark Hillbilly” și un certificat care proclamă omagiatul un „hillbilly al Ozarks”. La 7 iunie 1953, președintele SUA Harry Truman a primit medalionul după un discurs la micul dejun (Arhivat în 7 d.Hr., la Wayback Machine.) la Moscheea altarului pentru o reuniune a Divizia 35. Alți destinatari au fost generalii Armata SUA Omar Bradley și Matthew Ridgway, Reprezentantul SUA Dewey Short, J. C. Penney, Johnny Olson, Ralph Story și disc jockey Nelson King.

## Geografie

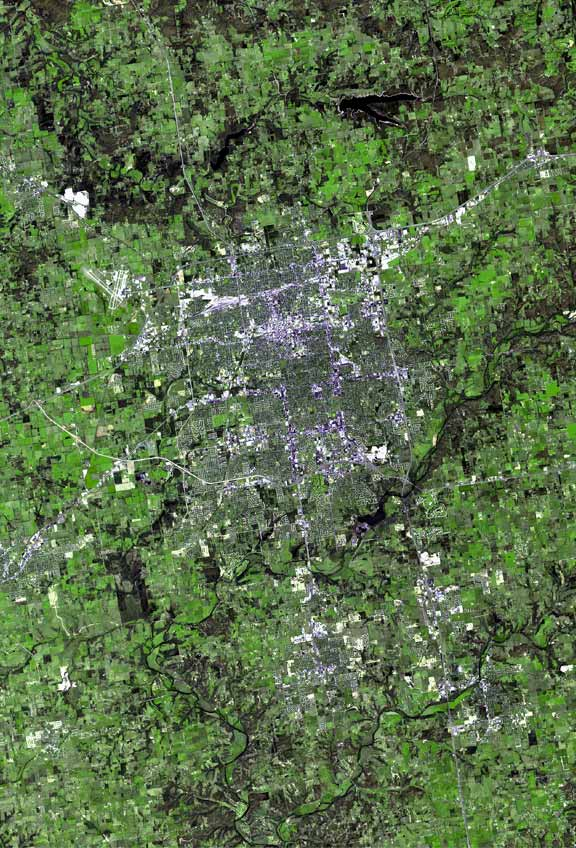
Vedere prin satelit a orașului Springfield

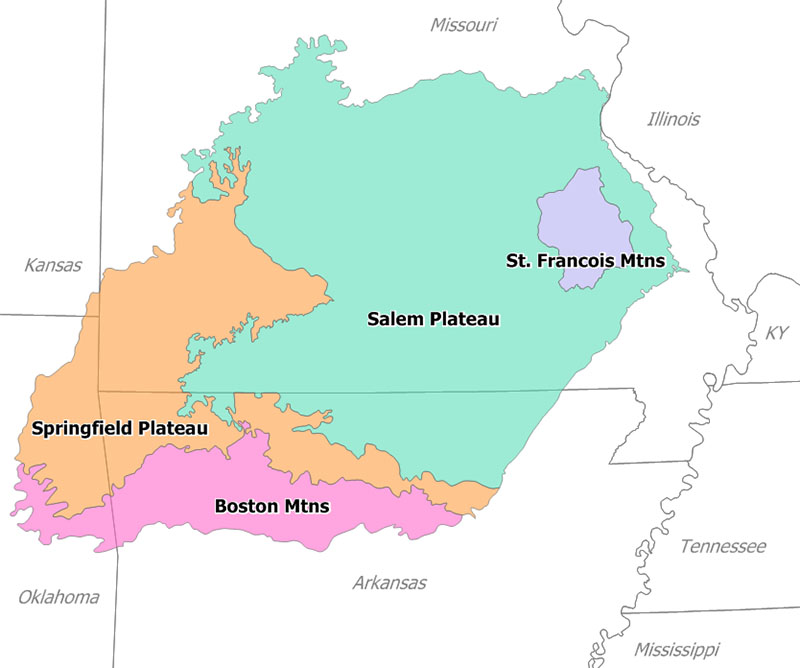
Așezarea Springfield se află în nordul Podișului Springfield.

Springfield se află pe platoul Springfield din regiunea Ozarks din sud-vestul Missouri. Potrivit United States Census Bureau, orașul are o suprafață totală de 82,31 square milei (213,2 kilometri pătrați), din care 81,72 square milei (211,7 kilometri pătrați) este pământ și 0,59 square milei (1,5 kilometri pătrați) (0,7%) este apă.
Orașul Springfield este în principal plat, cu dealuri și stânci care înconjoară secțiunile de sud, est și nord. Springfield se află pe platoul Springfield, care ajunge din nord-vestul Arkansas până în centrul Missouri. Cea mai mare parte a platoului este caracterizată de păduri, pășuni și habitate de tufărișuri. Multe pâraie și afluenți, cum ar fi James River, Galloway Creek și Jordan Creek curg în interiorul sau în apropierea orașului. Lacurile din apropiere includ Lacul Table Rock, Lacul Stockton, Lacul McDaniel, Lacul Fellows, Lacul Springfield și Pomme de Lacul Terre. Springfield este aproape de centrul de populație al Statelor Unite, la aproximativ 80 mile (130 km) la est.

### Clima

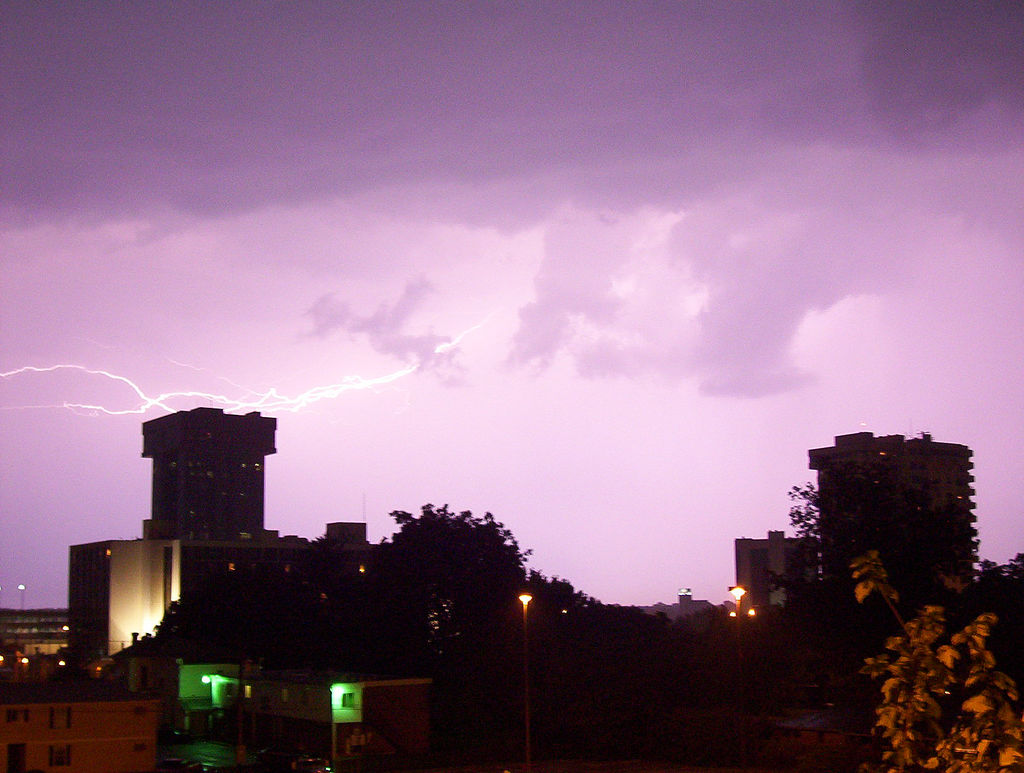
Fulgerul acoperă centrul orașului Springfield.

Springfield are o viteză medie a vântului la suprafață comparabilă cu cea din Chicago, conform informațiilor compilate la National Climatic Data Center la NOAA. Este plasat în „Clasa de putere 3” în Atlasul resurselor de energie eoliană publicat de o filială a S.U.A. Departamentul de Energie; având o viteză medie a vântului de 6,4 până la 7,0 mile pe oră.
Springfield se află în limitele nordice ale unui climă subtropical umed (Cfa), așa cum este definit de sistemul clasificarea climatică Köppen. Ca atare, se confruntă cu perioade de umiditate excepțională; mai ales la sfârșitul verii. Temperatura medie zilnică lunară variază de la 34,3 °F (1,3 °C) în ianuarie la 79,2 °F (26,2 °C) în iulie. În medie, există 40 de zile cu temperaturi ridicate de 90 °F (32 °C) sau mai mare, 2 zile de 100 °F (38 °C) sau mai mult, 15 zile în care temperatura ridicată nu reușește să crească peste punctul de îngheț și 1,3 nopți de minime la sau sub 0 °F (−18 °C) pe an. Are o precipitație medie anuală de 44,71 inches (1.140 mm), inclusiv o medie de 13,70 inches (34,8 cm) de zăpadă. Extreme în intervalul de temperatură de la −29 °F (−34 °C) pe 12 februarie 1899 până la 113 °F (45 °C) pe 14 iulie 1954.
Conform listei „Forbes” din 2007 cu „Cele mai sălbatice orașe meteorologice ale Americii” și indicelui variațiilor meteo, Springfield este orașul cu cea mai variată vreme din Statele Unite. La 1 mai 2013, Springfield a atins o temperatură ridicată de 81 de grade Fahrenheit. Până în seara zilei de 2 mai, zăpada cădea, persistând până în ziua următoare și acumulându-se în cele din urmă la aproximativ 2 inci. Acesta a fost doar al doilea caz de ninsori măsurabile în mai în Springfield, de la începutul evidenței în 1888.

## Demografia

### Recensământul 2020
Recensământul Statelor Unite ale Americii din 2020 a numărat 169.176 de persoane, 78.027 de gospodării și 37.297 de familii în Springfield. Densitatea populației a fost de 2.035,6 pe milă pătrată (785,9/km2). Existau 83.116 unități de locuințe la o densitate medie de 1.000,1 pe milă pătrată (386,1/km2).
Recensământul din S.U.A. ține seama de rasă prin două metodologii: „Race alone” în care hispanicii sunt alocați diferitelor categorii rasiale și „Race alone, mai puțin hispanici” în care hispanicii sunt excluși din categoriile rasiale și delimitați separat, ca și cum ar fi o rasă separată.
Conform Recensământului S.U.A. din 2020, componența rasială (inclusiv hispanicii în numărătoarea rasială) a fost de 81,12% (137.235) numai albi, 4,77% (8.063) afro-americani (Recensământul S.U.A.)|negri sau afro-americani singuri]], 0,79% (1.334) Nativii americani sau Numai nativii din Alaska, 2,28% (3.853) [ [Asiatic (S.U.S. Census)|Numai asiatic]], 0,18% (304) Pacific Island singur, 2,21% (3.731) [[Rasa (United States Census)|altă rasă numai] ] și 8,66% (14.656) din două sau mai multe curse.
Conform Recensământului din S.U.A. din 2020, componența rasială și etnică (unde hispanicii sunt excluși din numărătoarea rasială și plasați în propria lor categorie) a fost de 79,38% (134.294) Numai albi (ne Hispanic), 4,66% (7.877) Negru singur (ne-hispanic), 0,63% (1.074) Nativ american singur (ne-hispanic) ), 2,25% (3.809) Numai asiatic (nehispanic), 0,16% (276) [[Pacific Islander (U.S. Census)|Pacific Islander only (ne-hispanic)] și 5,87% (9.926) hispanici sau latino.
Din cele 78.027 de gospodării, 19,4% aveau copii sub 18 ani; 33,1% erau cupluri căsătorite care locuiau împreună; 33,6% au avut o femeie gospodărească fără soț prezent. Dintre toate gospodăriile, 39,4% au fost formate din indivizi și 13,9% au avut pe cineva care trăia singur, care avea vârsta de 65 de ani sau mai mult. Mărimea medie a gospodăriei era 2,0, iar dimensiunea medie a familiei era 2.7.
17,3% din populație avea vârsta sub 18 ani, 19,1% de la 18 la 24, 25,9% de la 25 la 44, 21,0% de la 45 la 64 și 15,7% care aveau 65 de ani sau mai mult. Vârsta medie a fost de 33,2 ani. Pentru fiecare 100 de femei, populația avea 93,0 bărbați. Pentru fiecare 100 de femei cu vârsta de 18 ani și peste, au fost 91,1 bărbați.
American Community Survey estimările arată că venitul mediu al gospodăriei a fost de 37.491 USD (cu o marjă de eroare de +/- 1.212 USD), iar venitul mediu al familiei a fost de 52.296 USD (+/- 1.594 USD). Bărbații au avut un venit mediu de 28.927 USD (+/- 1.383 USD) față de 23.395 USD (+/- 767 USD) pentru femei. Venitul mediu pentru cei peste 16 ani a fost de 25.751 USD (+/- 590 USD). Aproximativ, 12,8% din familii și 21,7% din populație erau sub pragul sărăciei, inclusiv 20,8% dintre cei cu vârsta sub 18 ani și 12,1% dintre cei cu vârsta de 65 sau peste.
| Race / Ethnicity (NH = Non-Hispanic)            | Pop 2000 | Pop 2010 | Pop 2020 | % 2000  | % 2010  | % 2020  |
| ----------------------------------------------- | -------- | -------- | -------- | ------- | ------- | ------- |
| Albi alone (NH)                                 | 137,140  | 138,495  | 134,294  | 90.47%  | 86.83%  | 79.38%  |
| Negri sau Afro-Americani doar (NH)              | 4,863    | 6,397    | 7,877    | 3.21%   | 4.01%   | 4.66%   |
| Nativi Americani or Nativi din Alaska doar (NH) | 1,088    | 1,076    | 1,074    | 0.72%   | 0.67%   | 0.63%   |
| Asian alone (NH)                                | 2,028    | 2,980    | 3,809    | 1.34%   | 1.87%   | 2.25%   |
| Insulari din Pacific doar (NH)                  | 129      | 254      | 276      | 0.09%   | 0.16%   | 0.16%   |
| Alții doar (NH)                                 | 225      | 116      | 699      | 0.15%   | 0.07%   | 0.41%   |
| Rase Mixe or Multi-Rasiali (NH)                 | 2,606    | 4,329    | 11,221   | 1.72%   | 2.71%   | 6.63%   |
| Hispanici sau Latino (orice rasă)               | 3,501    | 5,851    | 9,926    | 2.31%   | 3.67%   | 5.87%   |
| Total                                           | 151,580  | 159,498  | 169,176  | 100.00% | 100.00% | 100.00% |

### Cartierele
Cartierele înregistrate includ University Heights, Bissett, Bradford Park, Delaware, Doling, Galloway, Grant Beach, Heart of the Westside, Midtown, Oak Grove, Parkcrest , Phelps Grove, Robberson, Rountree, Tom Watkins, Weller, West Central, Westside Community Betterment și Woodland Heights.
Grupurile de cartier afiliate neînregistrate la oraș includ următoarele:
- Chesterfield Village
- Cinnamon On The Hill
- Cinnamon Square
- Coachlight
- Cooper Estates
- Fox Grape
- Kay Pointe
- Kingsbury Forest
- Lakewood Village
- Mission Hills
- National Place
- Parkwest Village
- Parkwood Survival
- Quail Creek
- Ravenwood South
- Sherman Ave Project Area
- Spring Creek

## Economie
Economia din Springfield se bazează pe îngrijirea sănătății, producție, comerț cu amănuntul, educație și turism. În 2021, orașul avea un Produs Metropolitan Brut de 19,49 miliarde USD, reprezentând 6,6% din Produsul Brut de Stat din Missouri.
Vânzările totale cu amănuntul depășesc 4,1 miliarde USD anual în Springfield și 5,8 miliarde USD în Springfield MSA. Cel mai mare centru comercial al său este Battlefield Mall. Potrivit Biroului pentru Convenții și Vizitatori din Springfield, aproximativ 3.000.000 de vizitatori peste noapte și călătorii de o zi vizitează anual orașul. Orașul are peste 60 de facilități de cazare și 6.000 de camere de hotel. Biroul pentru convenții și vizitatori cheltuiește anual peste 1.000.000 USD pentru promovarea orașului ca destinație de călătorie.Format:Citare necesară
Positronic, Bass Pro Shops, John Q. Hammons Hotels & Resorts, BKD, Noble & Associates, Prime Inc., [[Springfield ReManufacturing] ], Andy's Frozen Custard și O'Reilly Auto Parts au toate sediul național în Springfield. Două confesiuni creștine americane majore — Consiliul General al Adunărilor lui Dumnezeu din Statele Unite ale Americii (una dintre cea mai mare dintre denominațiunile penticostale) și Baptist Bible Fellowship International (o denominație baptistă fundamentalistă) — au sediul în oraș.
Potrivit Camerei de Comerț din zona Springfield, aceștia sunt cei mai buni angajatori din 2019 din metrou:
| #  | Angajator                          | Angajați |
| -- | ---------------------------------- | -------- |
| 1  | CoxHealth                          | 11,669   |
| 2  | Mercy Health System                | 10,950   |
| 3  | Wal-Mart                           | 5,372    |
| 4  | Springfield Public Schools         | 4,100    |
| 5  | State of Missouri                  | 4,018    |
| 6  | Bass Pro Shops/Tracker Marine      | 3,341    |
| 7  | United States Government           | 3,005    |
| 8  | Missouri State University          | 2,874    |
| 9  | Jack Henry & Associates            | 2,174    |
| 10 | O'Reilly Auto Parts                | 2,042    |
| 11 | Citizens Memorial Healthcare       | 1,900    |
| 12 | City of Springfield                | 1,655    |
| 13 | Ozarks Technical Community College | 1,554    |
| 14 | EFCO                               | 1,550    |
| 15 | SRC Holdings                       | 1,435    |

## Guvern
| Year | Democratic    | Republican    | Alte Partide |
| ---- | ------------- | ------------- | ------------ |
| 2020 | 48.70% 34,777 | 48.80% 34,871 | 2.50% 1,815  |
| 2016 | 40.30% 26,593 | 52.40% 34,603 | 7.20% 4,780  |

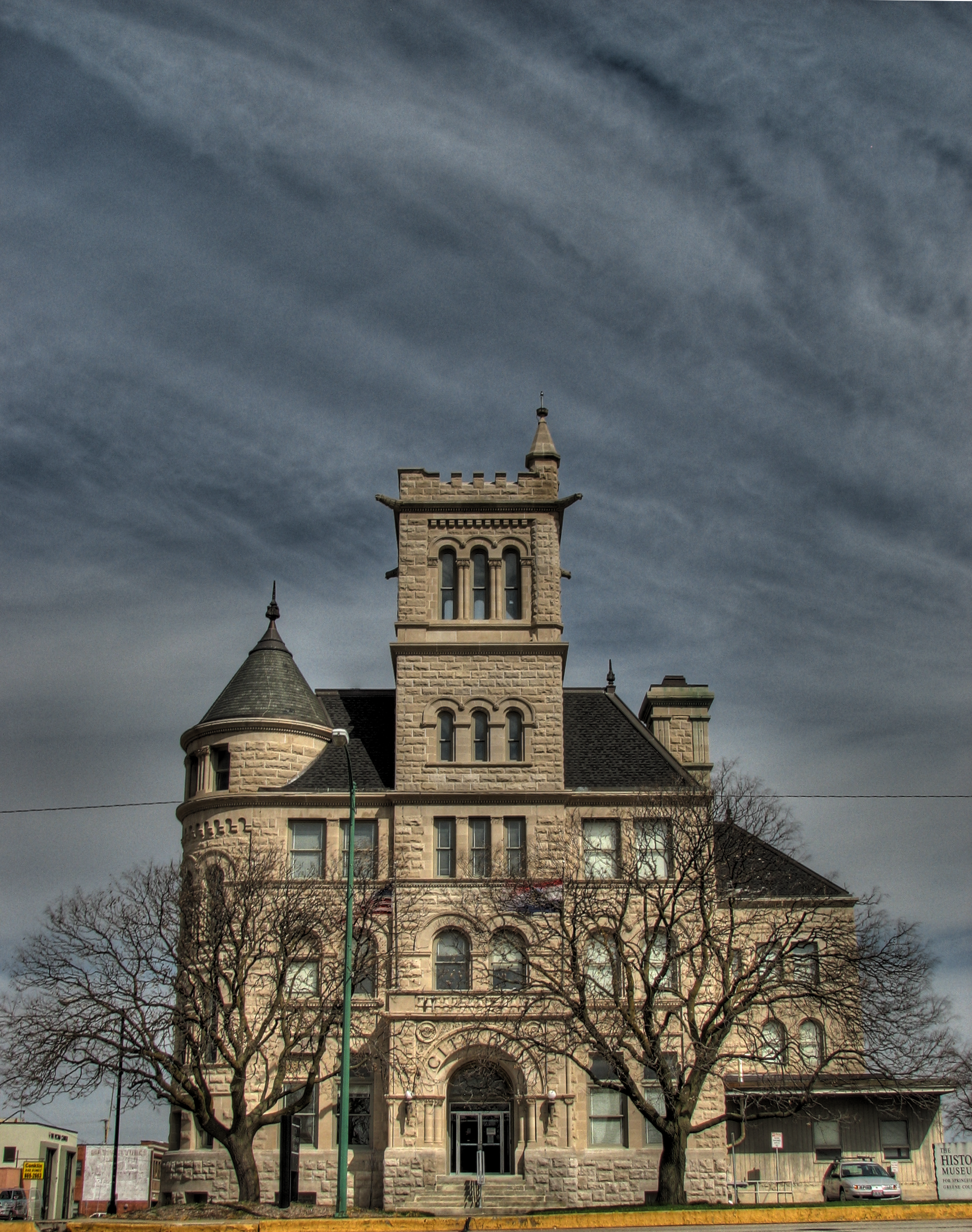
Springfield City Hall

Guvernul orașului Springfield se bazează pe sistemul consiliu–manager. Prin statut, orașul are opt membri ai consiliului, fiecare ales pentru un mandat de patru ani pe o bază nonpartisan și un primar ales pentru un mandat de doi ani. Jason Gage, directorul orașului, numit de Consiliu, servește ca director executiv și ofițer administrativ al orașului și este responsabil pentru conducerea operațiunilor generale ale orașului Springfield și pentru executarea tuturor politicilor și programelor autorizate de Consiliul municipal. Anita Cotter, grefierul orașului, numit de consiliu pentru a servi ca șef de personal pentru membrii consiliului municipal și custode al evidențelor, coordonează și răspunde la toate solicitările Sunshine și menține înregistrările oficiale ale orașului, inclusiv procesele-verbale, ordonanțe, rezoluții, contracte și alte documente vitale. Președintele la ședințele consiliului este primarul. Ședințele Consiliului au loc o dată la două luni seară în Camerele Consiliului Local. Alegerile pentru Consiliul Local au loc în prima zi de marți a lunii aprilie.
| Funcție             | Deținătorul funcției |
| ------------------- | -------------------- |
| Primar              | Ken McClure          |
| Consilier General A | Heather Hardinger    |
| Consilier General B | Craig Hosmer         |
| Consilier General C | Callie Carroll       |
| Consilier General D | Derek Lee            |
| Zona 1              | Monica Horton        |
| Zona 2              | Abe McGull           |
| Zona 3              | Brandon Jenson       |
| Zona 4              | Matthew Simpson      |

City Utilities of Springfield (CU) este o utilitate deținută de oraș care deservește zona Springfield cu energie electrică, gaze naturale, apă, telecomunicații și servicii de tranzit. CU oferă servicii la peste 115.000 de clienți de electricitate, 84.000 de gaze naturale și 83.000 de clienți de apă.

## Educație
Springfield are mai multe universități, colegii și licee. Trei dintre principalele instituții de învățământ superior, Missouri State University, Drury University și Ozarks Technical Community College, sunt toate situate în și în jurul centrului orașului Springfield.

### Universități

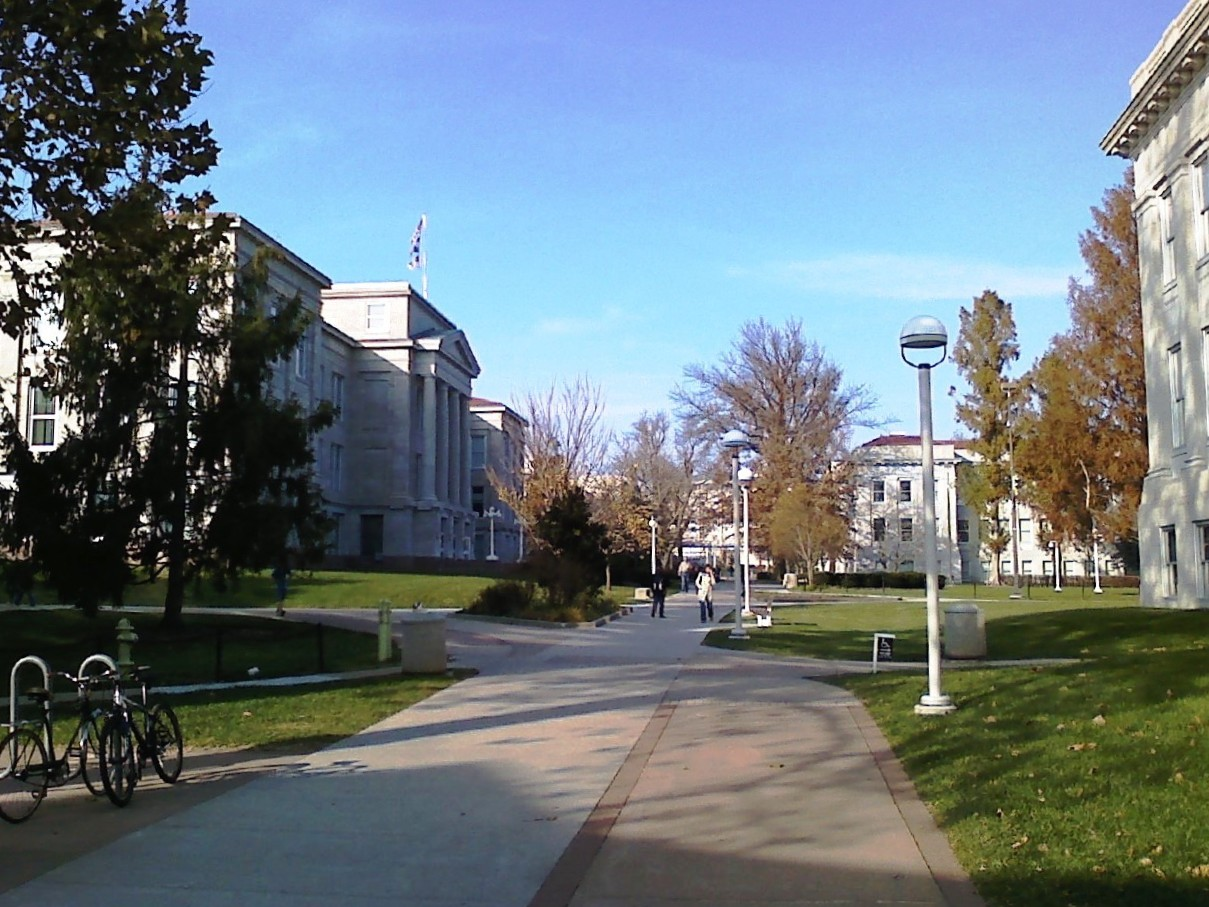
Vedere către Quadrangleul istoric al Missouri State University

Înființată în 1905 sub numele de școala normală din al patrulea district, Missouri State University (MSU) este a doua universitate ca mărime a statului după înscrieri, cu peste 23.000 de studenți.
Drury University este o universitate privată cu peste 1.000 de studenți Fondată în 1873 de congregaționaliști, este afiliată Biserica creștină (Ucenicii lui Hristos).
Universitatea Evangel este o școală creștină penticostală formată dintr-o consolidare din 2013 a Central Bible College și Assemblys of God Theological Seminary, este afiliată cu denominația Assemblies of God SUA
University of Missouri a deschis un campus clinic în 2016 al University of Missouri School of Medicine.
Alte ramuri includ Mercy College of Nursing and Health Sciences (în parteneriat cu Southwest Baptist University), Bryan University, Columbia College și University of Phoenix.

### Colegii

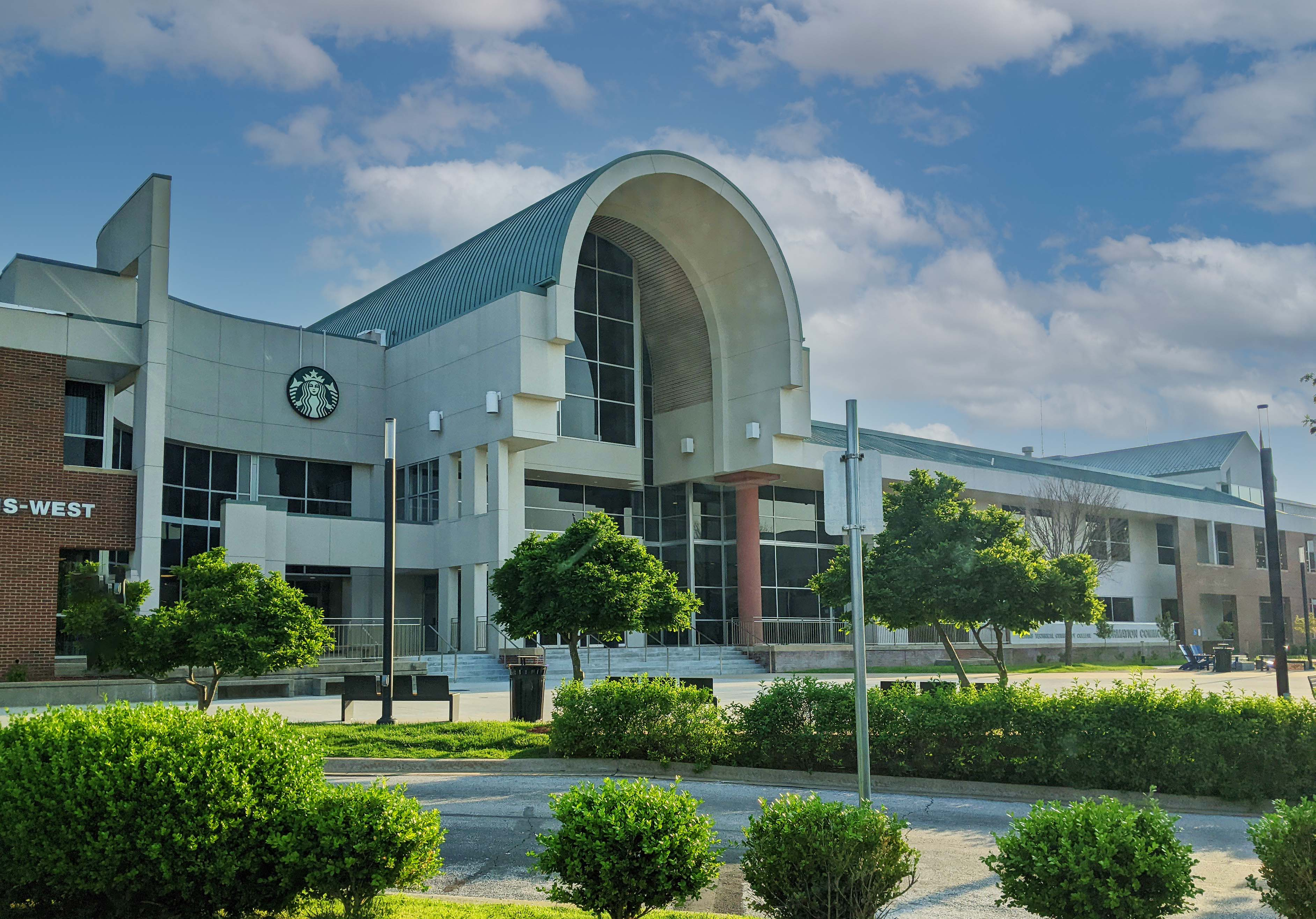
Ozarks Technical Community College

Ozarks Technical Community College (OTC) este al doilea cel mai mare colegiu din orașul Springfield, având peste 11.000 de studenți.
Alte colegii din Springfield includ Mission University (fostul Baptist Bible College) și Cox College (Nursing and Allied Health).

### Licee
Springfield Public School District este cel mai mare district din statul Missouri.
Liceele publice includ Liceul Central, Liceul Kickapoo, Liceul Hillcrest, Liceul Parkview și Liceul Glendale.
Liceele private includ Springfield Sudbury School, Summit Preparatory School, Greenwood Laboratory School, New Covenant Academy, Springfield Catholic High School, Școlile creștine din Springfield și Grace Classical Academy.

## Parcuri și recreere
Consiliul Parcurilor Springfield-Județul Greene administrează 3.200 de acri și 103 locuri, inclusiv Nathanael Greene/Close Memorial Park, care conține istoricul Gray-Campbell Farmstead, Mizumoto Japanese Stroll Garden, grădinile demonstrative Master Gardener, Casa Fluturilor Nativi Bill Roston și Centrul Botanic Springfield-Județul Greene; parcul comunitar Ferma Rutledge-Wilson ; Patinoarul Mediacom; Parcul și complexul sportiv Cooper; Dickerson Park Zoo; și diverse alte parcuri publice, centre comunitare și facilități.
Organizația non-profit Ozark Greenways Inc. promovează recreerea traseelor și ciclismul local prin crearea de trasee verzi, inclusiv o potecă de 35 de mile cu pietriș zdrobit, Frisco Highline Trail care leagă Springfield de orașul Bolivar și trasee mai mici care leagă parcuri și site-uri. de interes în municipiul și județul.
Departamentul de Conservare din Missouri operează Centrul Natural Springfield și numeroase zone de conservare din apropiere.
National Park Service operează Wilson's Creek National Battlefield.
Zona metropolitană a lui Springfield este situată la o distanță apropiată de lacuri de agrement, căi navigabile, peșteri și păduri, cum ar fi James River, Busiek State Forest, Lacul Springfield, Lacul Table Rock, Râul Național Buffalo, Câile Naționale Pitorești Ozark, Lacul Fellows și Peșterile Fantastice.

## Cultură
La fel ca multe orașe din întreaga națiune, Springfield a cunoscut o renaștere în centrul orașului. Multe dintre clădirile mai vechi au fost și continuă să fie renovate în clădiri cu utilizare mixtă, cum ar fi mansarde, spații de birouri, restaurante, cafenele, baruri, buticuri și locuri de muzică. Downtown Springfield Community Improvement District (CID) are teatre istorice care au fost restaurate la starea lor originală, inclusiv Gillioz Theatre și Teatrul Landers.
În 2001, Faza I a Parcului Iordan Valley s-a deschis împreună cu Jordan Valley Ice Park. De asemenea, în 2001 s-a deschis The Creamery Arts Center, o clădire deținută de oraș în interiorul Jordan Valley Park. Faza II a Parcului Iordan Valley a fost finalizată în 2012. Oferă birouri și spațiu de întâlnire pentru organizațiile de artă care servesc comunitatea. Centrul a fost renovat pentru a include două galerii de artă cu expoziții lunare, o bibliotecă de artă, studiouri de repetiții și săli de clasă care oferă ateliere de artă și activități practice. Facilitățile includ și o sală de clasă în aer liber.
Un articol din martie 2009 „New York Times” descris istoria și ascensiunea puiului caju în Springfield, unde variațiile locale ale felului popular chinezesc sunt omniprezente.

### Organizații culturale

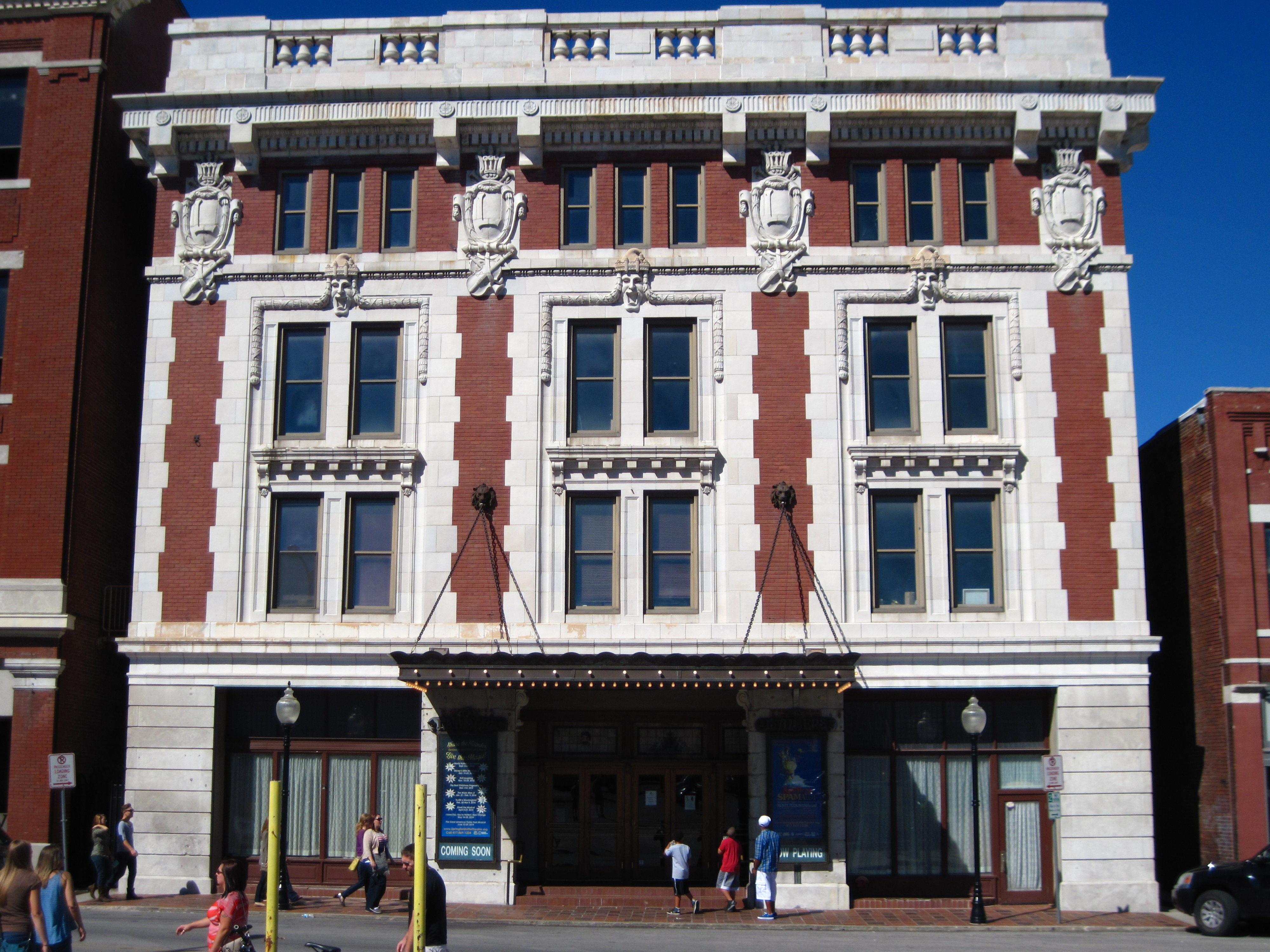
Teatrul Landers

Opera Lyric Ozarks (fostă Opera Regională Springfield) a funcționat în oraș de aproape 40 de ani. În istoria sa, opera a susținut diverse spectacole binecunoscute, cum ar fi Bărbierul din Sevilla, La bohème și Carmen.
Baletul Springfield a fost înființat în 1978 ca organizație non-profit pentru a aduce baletul în regiune. Prima reprezentație a avut loc la Muzeul de Artă din Springfield în noiembrie 1976, iar prima reprezentație publică în martie 1977. Baletul joacă în prezent la Teatrul Landers din centrul orașului Springfield și a cântat cu Springfield Symphony pentru programe de vacanță. 
Springfield Little Theatre a fost fondat în 1934 și a achiziționat Teatrul Landers în 1970 pentru locul său permanent de spectacol. Teatrul este cel mai vechi teatru civic din Missouri și unul dintre cele mai vechi din Midwest, la care participă 60.000 de persoane anual. Locația a fost locul pentru spectacole ale unor actori precum Kathleen Turner, Tess Harper și Lucas Grabeel.
Springfield Symphony a fost fondată în 1935 și este una dintre cele mai vechi organizații de artă din oraș. Symphony a fost unul dintre membrii fondatori ai American Symphony Orchestra League, cunoscută acum sub numele de League of American Orchestras, cel mai mare organism internațional pentru simfonii și orchestre. Simfonia are loc lunar la Juanita K. Hammons Hall din campusul Missouri State University.
Muzeul de Artă Springfield a fost început de un grup mic de femei, condus de Deborah D. Weisel. În doi ani de la înființarea inițială ca club de studii de artă, muzeul a fost format și a început să prezinte expoziții itinerante din orașe precum New York și Philadelphia. În 1948, muzeul a fost predat sub controlul orașului. În 2018, a fost dezvăluit un plan pe 30 de ani cu intenția de a actualiza muzeul pentru a fi comparabil cu [ [Nelson-Atkins Museum of Art]] din Kansas City și Crystal Bridges Museum of American Art din Northwest Arkansas, valorificând locația sa centrală în oraș și spațiul de parc adiacent.
În 1938, steagul Springfield a fost oficializat. Semăna cu steagul St. Louis (care a fost înlocuit ulterior cu un nou steag). În 2017, Springfield Flag Movement a propus un nou steag pentru Springfield, argumentând că steagul actual este deconectat de cultura modernă Springfield, deoarece „nu vorbește despre istoria și identitatea unică a Springfield”. La 10 ianuarie 2022, consiliul orașului Springfield a votat cu 7-2 în favoarea adoptării drapelului propus de Springfield Flag Movement ca drapel oficial al orașului. Noul steag a fost adoptat oficial de oraș pe 1 martie 2022.

### Evenimente
Festivalul Missouri Food Truck aduce camion-uri cu mâncare-uri din Springfield și din statele învecinate. Ca majoritatea evenimentelor locale, include muzică live și bucătărie-uri de specialitate.
First Friday este un eveniment lunar organizat în centrul orașului Springfield, care permite artiștilor locali să-și arate lucrările și încurajează oamenii să se plimbe pe străzi și galeriile de artă să privească operele de artă locale. Evenimentul este sponsorizat de Consiliul Regional de Arte din Springfield și este un eveniment regulat în oraș din 2001.

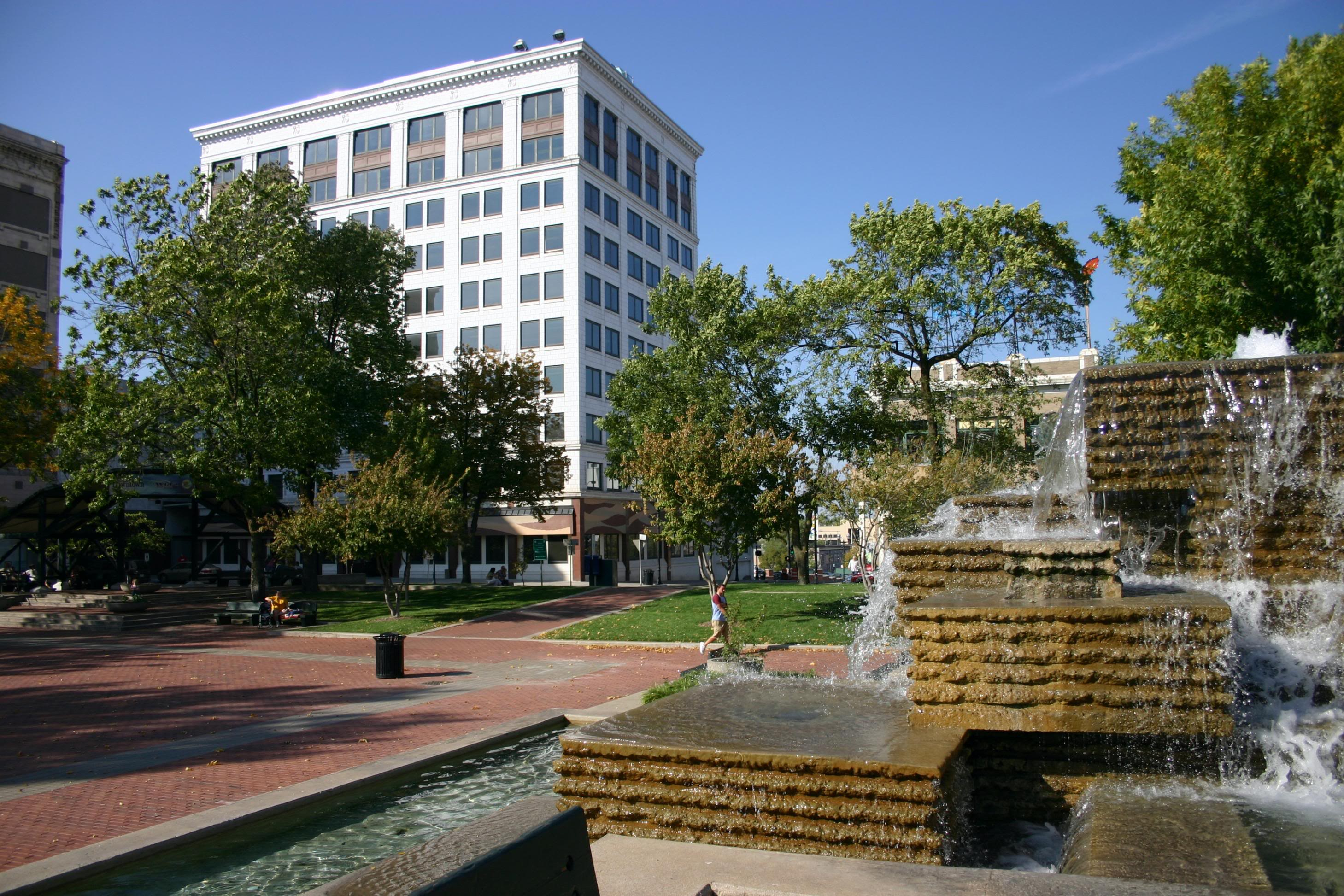
Park Central Square din centrul orașului Springfield are mai multe festivaluri anuale.

Zilele Cidrului este un eveniment de două zile desfășurat în centrul orașului Walnut Street, cu artiști locali care își exprimă meșteșugurile, activități tematice de toamnă și spectacole ale unor grupuri locale, precum și degustare de cidr. Arts Fest are loc în mai și în centrul orașului Walnut Street și prezintă vânzători de artă similari care prezintă meșteșuguri, precum și divertisment pentru copii.
Din 2010, orașul a găzduit festivalul anual Locul de naștere al Route 66 în centrul orașului de-a lungul istoricului Route 66 și în Park Central Square. O paradă începe evenimentul cu o colecție de zeci de mașini de epocă care circulă de-a lungul fostei autostrăzi. Există, de asemenea, spectacole live în Park Central Square, în timp ce oamenii se deplasează pe strada St. Louis pentru a observa mașini clasice și a răsfoi articole de la vânzătorii care vând lucrări de artă și literatură despre Route 66. Evenimentul are, de asemenea, un kilometru de 6,6 kilometri  alerga. Festivalul din 2018 a durat două zile și a avut parte de 56.000 de persoane.
Festivalul japonez de toamnă are loc de obicei în septembrie la Grădina Botanică Springfield din parcul Nathanael Greene. Evenimentul este organizat de Asociația orașelor surori și comemorează Cultura japoneză, implicând adesea vizitatori din orașul soră al lui Springfield, Isesaki, oferind [ [Ceai verde|ceai japonez]], oferind spectacole live și vânzând articole tradiționale precum rochii Bonsai și kimono. Springfield trimite, la rândul său, grupuri locale la festivalul din orașul Isesaki în fiecare an.
Mai multe evenimente de sărbători au loc în Springfield, inclusiv parada anuală de Crăciun în centrul orașului, care prezintă școli și companii locale care sponsorizează această paradă. Există, de asemenea, o iluminare anuală a unui pom de Crăciun în Park Central Square și Festivalul luminilor din Jordan Valley Park.

### Puncte de interes
| - Air & Military Museum of the Ozarks - Biblioteca American Civil War din cadrul Wilson's Creek National Battlefield - Turul auto al Bătăliei din Springfield - Cartierul istoric Commercial Street - Centrul de Arte The Creamery - Grădina zoologică Dickerson Park Zoo - Discovery Center of Springfield - Muzeul de istorie al cercetașilor din regiunea Ozarks, Dr. Michael J. Clarke - Centrul de patrimoniu penticostal Flower - Founders Park | - Casa memorială Gray-Campbell - Muzeul de istorie din piața centrală (History Museum on the Square) - Pestera Riverbluff aflata sub tutela Institutul de Științe Naturale din Missouri (Missouri Institute of Natural Science - Riverbluff Cave) - Muzeul de Artă Springfield (Springfield Art Museum) - Biblioteca Județeană Greene Sucursala Springfield (Springfield-County Library District) - Biserica Episcopală Sf. Ioan (St. John's Episcopal Church) - Traseul Lacrimilor Traseul istoric național (Trail of Tears National Historic Trail) - Indicatorul rutier 0 de pe US Route 66 - Situl Wild Bill Hickok–Davis Tutt shootout - Muzeul și Acvariul Wonders of Wildlife Wonders of Wildlife Museum & Aquarium |

### Sport
Springfield găzduiește echipe de colegiu de la Missouri State University (NCAA Division I), Drury University (NCAA Division II) și Evangel University (NAIA). Great Southern Bank Arena (capacitate 11.000) a fost deschisă în 2008 și a găzduit echipele de baschet Missouri State Bears și Lady Bears, iar O'Reilly Family Event Center, care a fost deschis în 2010, găzduiește echipele de baschet masculin și feminin Drury Panthers.

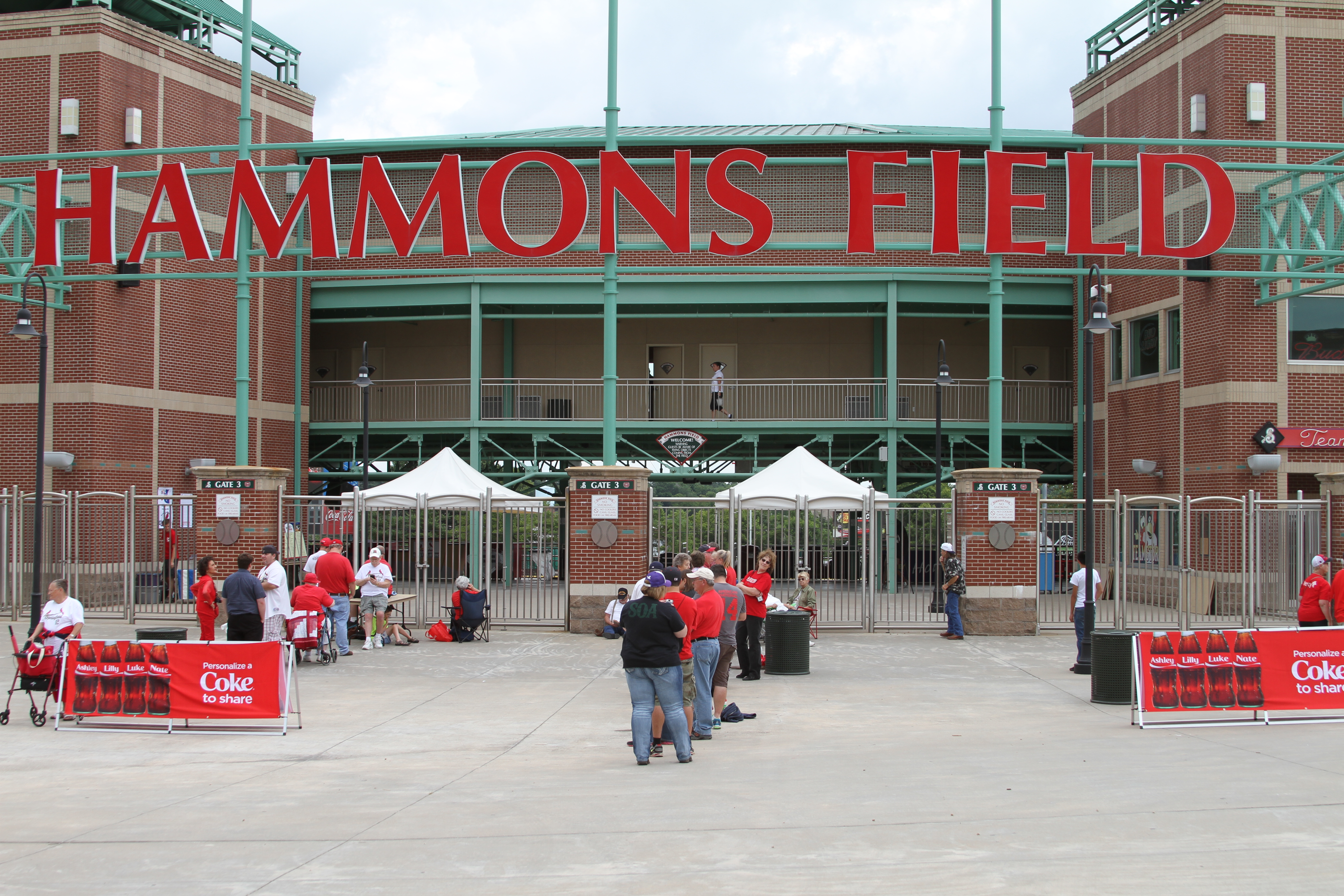
Hammons Field

Springfield Cardinals, Double-A afiliat St. Louis Cardinals, au jucat la Hammons Field din centrul Springfield încă din sezonul lor inaugural în 2005, după ce echipa sa mutat din El Paso. Au fost peste 100 de Springfield Cardinals care au continuat să joace pentru St. Louis. Springfield a avut echipe din ligă minoră care datează din 1905, iar acest oraș a găzduit diverse jocuri expoziționale.
Springfield Rugby Football Club (SRFC) a fost înființat în 1983 și este un club de rugby bine-cunoscut din Midwest States State. SRFC joacă în Divizia II a Regiunii Frontieră a Conferinței de Vest, care conduce echipe pentru bărbați, femei și tineri.
PGA, Price Cutter Charity Championship, se joacă în fiecare an la Highland Springs Country Club din partea de sud-est a Springfield. Evenimentul este sponsorizat de Dr Pepper. De la începutul evenimentului în 1990, s-au strâns peste 14 milioane de dolari pentru organizațiile caritabile locale pentru copii.

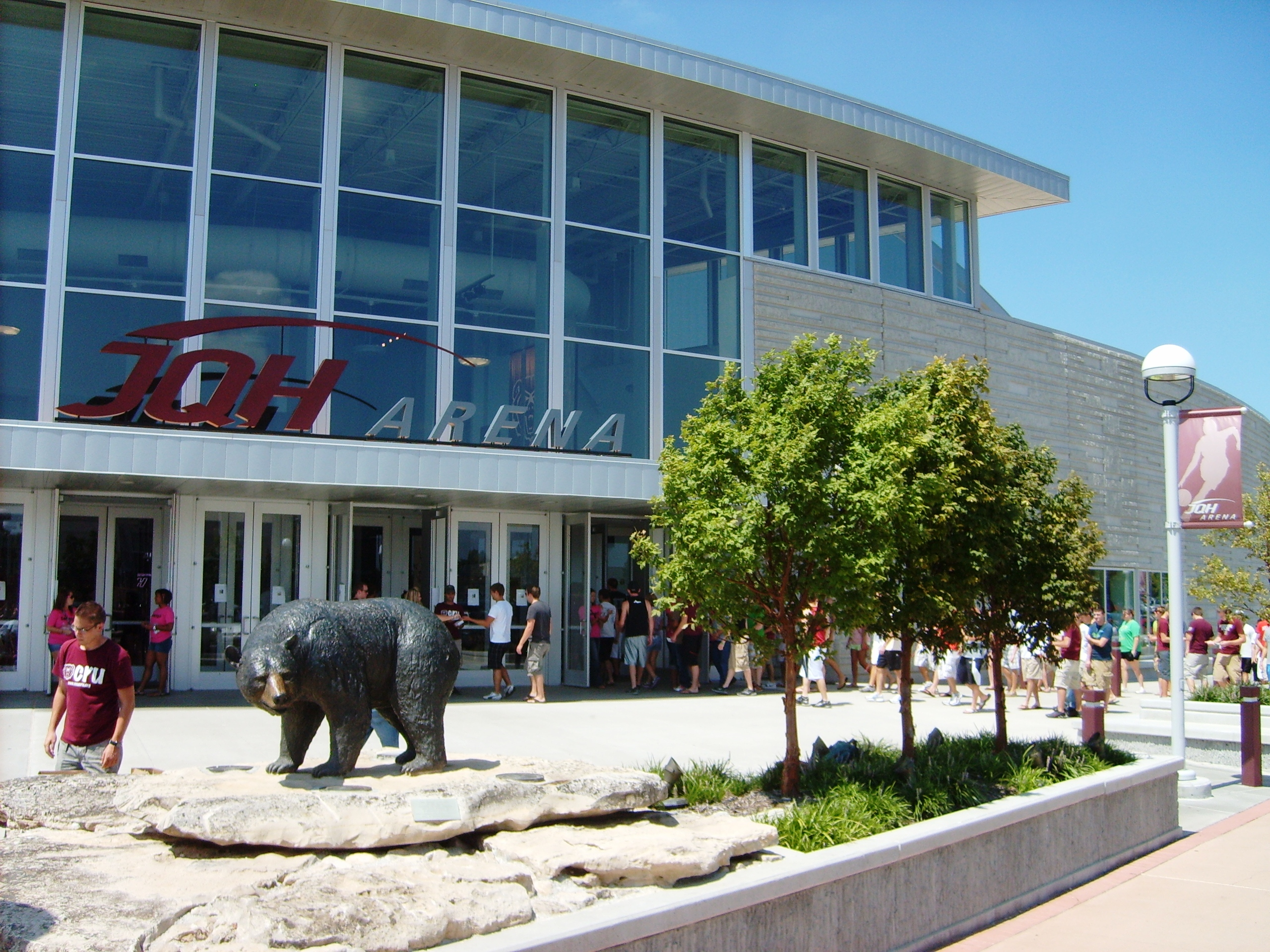
JQH Arena

Springfield a găzduit diverse evenimente sportive. Campusul statului Missouri din Springfield a găzduit de mai multe ori Special Olympics din Missouri. Springfield a găzduit, de asemenea, Jocurile Show-Me și găzduiește în mod regulat Jocurile de iarnă din Missouri în sporturile de rachet, trap shooting, înot, volei și gimnastica. În 2019 și 2020, Springfield va fi gazda NAIA Softball Championship World Series. Springfield a fost, de asemenea, gazda turneului de baseball al Missouri Valley Conference, precum și a finalelor pentru Missouri Valley Conference în sporturi precum tenisul și voleiul. Fiind un oraș cu o echipă World TeamTennis, Springfield Lasers, Springfield a găzduit meciurile finale la Cooper Tennis Complex.
Missouri Sports Hall of Fame este situată în oraș. Deschis în 1994, sala faimei conține peste patru mii de articole și exponate legate de sport. În fiecare an, sala introduce noi membri care au contribuit la sportul din statul Missouri, inclusiv sportivi, radiodifuzori, antrenori, kinetoterapeuți, echipe sportive câștigătoare și sportivi olimpici.
Începând din 2003, Springfield a fost doar unul dintre cele treisprezece orașe din Statele Unite care au făcut parte din Programul Olimpic de Dezvoltare al Comitetului Olimpic al SUA. Scopul programului a fost de a dezvolta sportivii începători în sportivi de elită, programul Springfield concentrându-se pe tir cu arcul, hochei, tenis și volei. În ciuda sfârșitului programului olimpic în toate orașele, orașul menține programul ca Program de dezvoltare sportivă comunitară sponsorizat de Consiliul Parcului Springfield Greene County.
Pe 9 martie 2023, Springfield a fost anunțată ca fiind prima dintre cele patru echipe din The Arena League, o ligă de fotbal de sală cu sezonul inaugural în 2024. Ozarks Lunkers găzduiește meciuri la Wilson Logistics Arena la Ozark Empire Fairgrounds.

#### Cluburi sportive
| Club                  | Liga             | Sport           | Arena                  | Înființat | Campionate |
| --------------------- | ---------------- | --------------- | ---------------------- | --------- | ---------- |
| Springfield Cardinals | Texas League     | Baseball        | Hammons Field          | 2005      | 1          |
| Springfield Lasers    | WTT              | Tennis          | Cooper Tennis Complex  | 1996      | 1          |
| Demize NPSL           | NPSL             | Fotbal          | Cooper Stadium         | 2014      | 0          |
| Ozarks Lunkers        | The Arena League | Fotbal American | Wilson Logistics Arena | 2024      | 0          |

## Transport

### Autostrăzi
Springfield este deservită de Interstate 44, care leagă orașul cu St. Louis și Tulsa, Oklahoma. Ruta 13 (Kansas Expressway) transportă trafic spre nord, către Kansas City. S.U.A. Ruta 60, S.U.A. Ruta 65 și S.U.A. Traseul 160 trece prin oraș. Timpul mediu de navetă a fost de 17,7 minute din 2013 până în 2017.
Străzile majore includ Glenstone Avenue, Sunshine Street (Missouri Route 413), National Avenue, Division Street, Campbell Avenue, Kansas Expressway, Battlefield Road, Republic Road, West Bypass, Chestnut Expressway și Kearney Street.

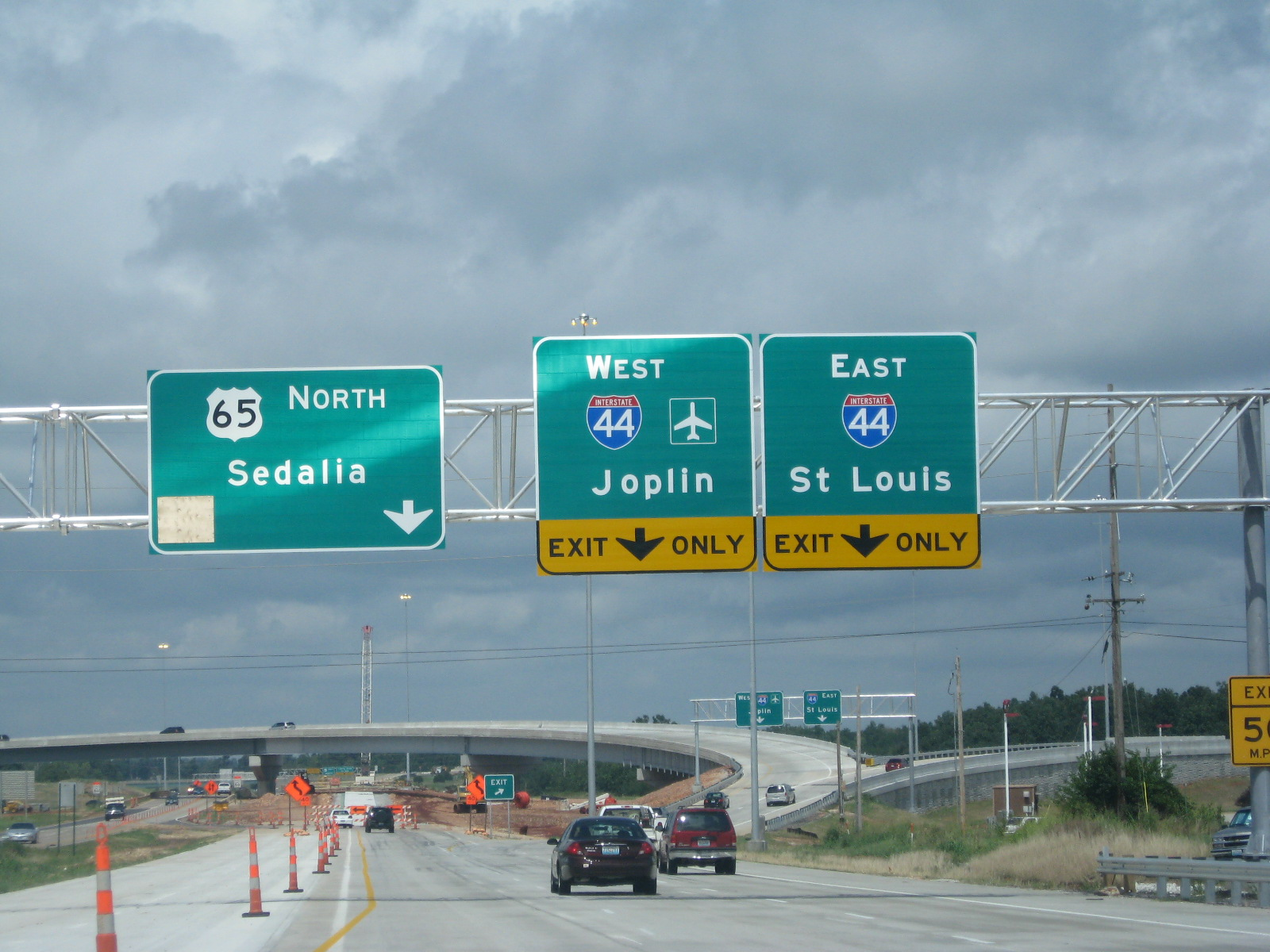
Autostrada 65 care duce la I-44

Springfield este, de asemenea, locul primului schimb de diamante divergent din Statele Unite, la intersecția dintre I-44 și MO-13 (Kansas Expressway) (la 37°15′01″N 93°18′39″W / 37.2503°N 93.3107°V).
S.U.A. Ruta 66 și S.U.A. Ruta 166 trecea anterior prin Springfield, iar secțiunile istorice ale US 66 încă pot fi văzute în oraș. Terminul de est al US 166 a fost odată în secțiunea de nord-est a orașului, iar US 60 (în direcția vest) se termina inițial în centrul orașului Springfield. US 60 trece acum prin oraș pe James River Freeway. La mijlocul lunii noiembrie 2013, orașul a început să discute despre planurile de modernizare a secțiunilor Schoolcraft Freeway (Highway 65) și James River Freeway (Highway 60) prin oraș la o rută auxiliară a Interstate 44. Motivul principal este de a minimiza confuzia în cazul în care ar exista un incident pe I-44 ca rută ocolitoare. La începutul anului 2023, au fost anunțate planuri de a extinde James River Freeway la 6 benzi, câte 3 benzi pe sens și de a desemna Schoolcraft Freeway și James River Freeway ca eventual Interstate 244 (I-244).

### Aeroport
Aeroportul național Springfield-Branson (SGF) deservește orașul cu zboruri directe către 14 orașe. Este principala poartă aeriană către regiunea Springfield. Aeroportul din centrul orașului este, de asemenea, un aeroport de uz public situat în apropierea centrului orașului. În mai 2009, aeroportul Springfield-Branson a deschis un nou terminal de pasageri. Finanțarea a inclus 97 de milioane de dolari în obligațiuni de venit emise de aeroport și 20 de milioane de dolari din fonduri de aviație federale discreționare, fără taxe municipale utilizate. Imobilul include 275.000 square feet (25.500 m2), 10 porti (extensibil la 60) si 1.826 de locuri de parcare. Sunt disponibile conexiuni directe de la Springfield către Atlanta, Austin, Charlotte, Chicago, Dallas, Denver, Destin/Fort Walton Beach, Punta Gorda/Fort Myers, Houston, Las Vegas, Los Angeles, Orlando, Phoenix și Tampa. Niciun zbor internațional nu are servicii regulate în Springfield-Branson, dar servește charter internațional.

### Trenuri
Trenurile de pasageri nu mai deservesc Springfield din 1967, dar peste 65 de trenuri de marfă călătoresc către, dinspre și prin oraș în fiecare zi. Springfield a găzduit cândva sediul și principalele magazine ale căii ferate St. Louis-San Francisco (Frisco). În anii 1960, Kansas City-Florida Special a rulat de la Kansas City Union Station la Jacksonville, Florida, iar Sunnyland a rulat între Kansas City și [ [Birmingham, Alabama|Birmingham]] și New Orleans. De asemenea, calea ferată a operat două trenuri zilnice către Sf. Louis Union Station prin stația Springfield: Meteor și Will Rogers. Ambele au continuat spre sud-vest până la Oklahoma City Union Gară prin Tulsa Union Depot. „Meteorul” a continuat spre Lawton, Oklahoma. Ultimul tren de pasageri al lui Frisco a fost Southland (Kansas City - Memphis - Birmingham), un succesor al Sunnyland.
Până în 1949, Missouri Pacific avea o conexiune scurtă de la stația Springfield a companiei la Crane, după care se puteau face conexiuni la „Southern Scenic” de pe calea ferată Kansas. Oraș până la Newport, Arkansas, linie.
Frisco a fost absorbit de Burlington Northern (BN) în 1980, iar în 1994 BN a fuzionat cu Santa Fe, creând actuala cale ferată Burlington Northern Santa Fe (BNSF). BNSF are trei curți de comutare (două mici) în Springfield. Liniile principale către și dinspre Kansas City, St. Louis, Memphis și Tulsa converg în curtea căii ferate din nordul Springfield. În octombrie 2006, BNSF a anunțat planuri de a-și moderniza liniile principale din Tulsa și Memphis în Springfield pentru a gestiona încă patru până la șase trenuri de marfă intermodale zilnice între Coasta de Vest și Sud-Est. Căile ferate Missouri și Northern Arkansas operează câteva mile de (fostul Missouri Pacific) cale industrială în oraș.

### Autobuze
City Utilities of Springfield operează un serviciu de autobuz local. Greyhound Lines deservește Springfield pe linia sa de la New York la Los Angeles. Jefferson Lines deservește Springfield pe linia sa de la Kansas City la Little Rock/Pine Bluff.

## Asistență medicală

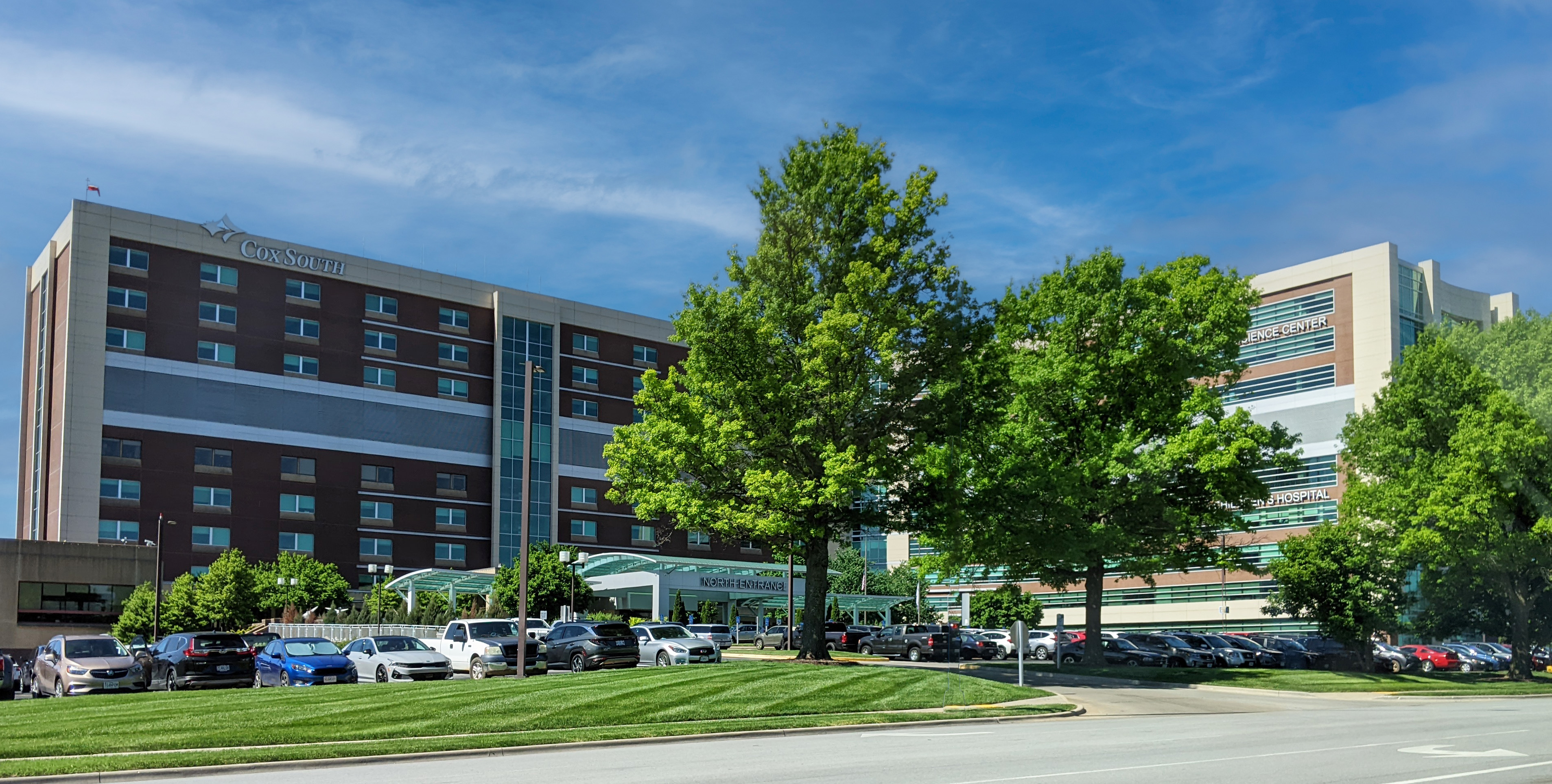
CoxHealth South

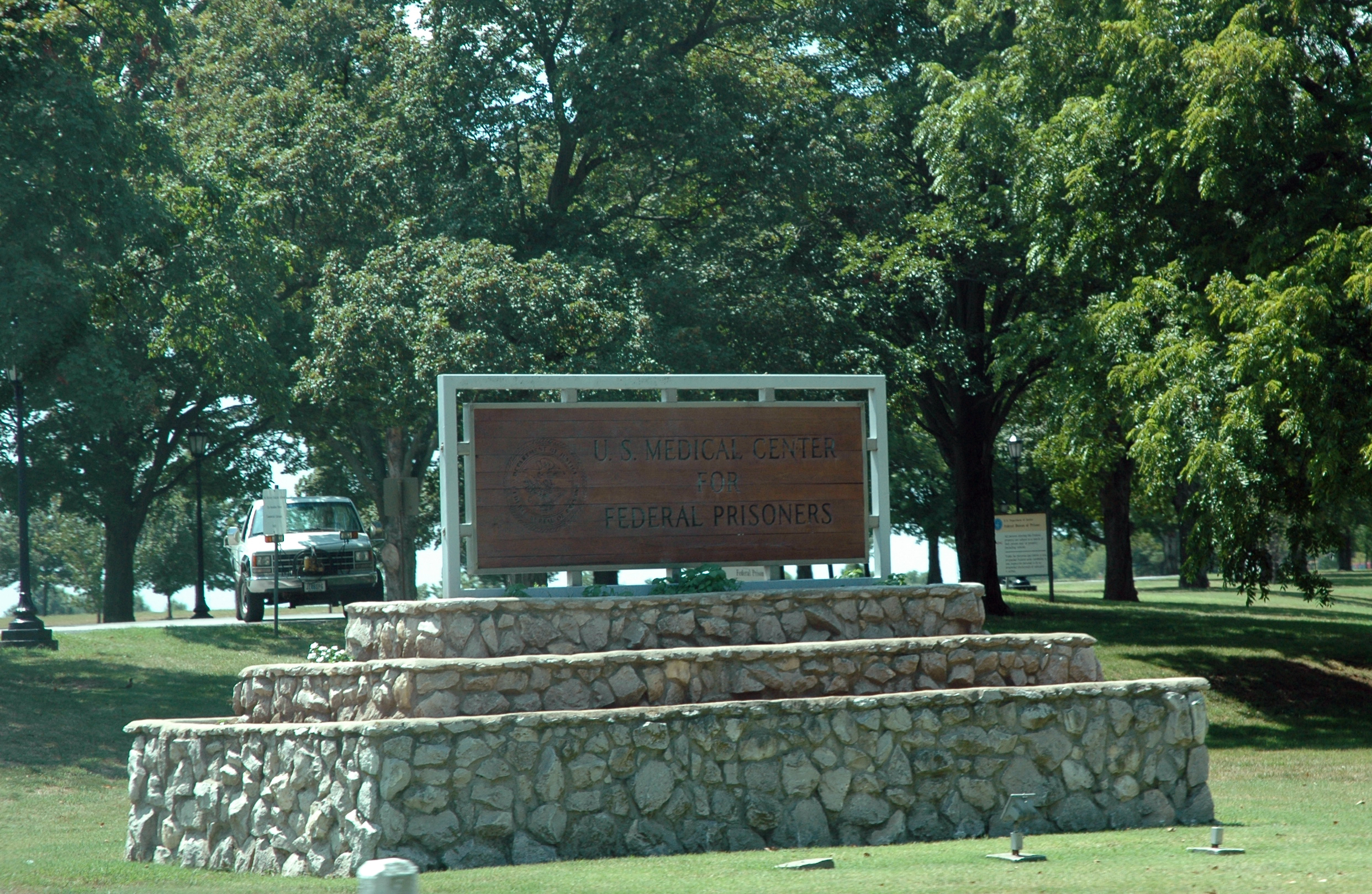
Intrarea în Centrul medical al Statelor Unite pentru prizonieri federali

Springfield este un centru medical regional, în domeniul sănătății care angajează un număr mare de oameni în oraș. Principalii furnizori de îngrijire includ CoxHealth, Mercy, Ozarks Community Hospital și Jordan Valley Community Health Center, Mercy fiind clasificată printre primele 100 de spitale din țară. Industria are peste 30.000 de angajați în Springfield metro.
CoxHealth este un sistem privat non-profit de asistență medicală cu sediul în Springfield. Este clasat în primele zece spitale din Missouri și este un sistem spitalicesc de șapte ori top 100 care operează șase spitale, peste 80 de clinici, planuri de sănătate și alte facilități și care angajează peste 12.100 de oameni în sud-vestul Missouri și Northwest Arkansas. Cel mai mare dintre spitalele rețelei, Cox South este un centru de nivel unu pentru traume, accident vascular cerebral și STEMI. Cox conduce, de asemenea, un Children's Miracle Network Hospital pentru îngrijire pediatrică specializată.
Spitalul Mercy Springfield, parte a sistemului de sănătate Mercy cu sediul în St. Louis, se află pe locul șase în stat. Are un Centrul de traumă de nivel 1 și conduce un centru de cancer pediatric. Mercy Springfield este una dintre cele șase Sf. Jude Children's Research Hospital afiliate din țară, situate în incinta Jane Pitt Pediatric Cancer Center, numită după Jane Pitt, mama actorului și originar din Springfield, Brad Pitt, care a ajutat la finanțarea centrului cu ajutorul fratelui său, omul de afaceri Douglas Pitt, sora Julie și apoi partenerul, actrița Angelina Jolie.
Atât Cox, cât și Mercy întrețin Ronald McDonald House Charities și case pentru familiile celor care au copii sub tratament medical.
Centrul Medical al Deținuților Federali din Statele Unite ale Americii, una dintre cele șase instituții federale concepute pentru a gestiona preocupările medicale ale deținuților federali, este situat la colțul străzii W. Sunshine și Kansas Expressway. Mai mulți criminali de mare profil, inclusiv câțiva șefi mafioți au fost găzduiți în centru. Printre ei, Joseph Bonanno din familia criminală Bonanno și John Gotti din familia criminală Gambino, care au murit în centru. Centrul a găzduit, de asemenea, ucigașul în masă Jared Lee Loughner, care a comis împușcătura din Tucson din 2011, care a rănit Reprezentantul SUA Gabby Giffords.

## Media

### Presa scrisă
Ziarul cotidian major al orașului este „Springfield News-Leader”, care circulă la peste 50.000 de persoane duminica.Format:Citare necesară Alte ziare pentru Springfield includ „Evenimente zilnice”. , Springfield Business Journal, care este un ziar săptămânal care oferă știri cuprinzătoare despre afaceri și The Standard, care este ziarul școlar al Universității de Stat din Missouri, și Ozarks Independent, un local online publicație de știri.
Pe lângă ziare, Springfield este baza 417 Magazine, o revistă locală de stil de viață și divertisment care prezintă restaurante, atracții și afaceri locale în prefixul zonal 417. Revista menține, de asemenea, 417 Biz pentru informații despre afaceri și rețele care evidențiază oamenii de afaceri și antreprenorii locali, precum și 417 Bride pentru conținut legat de nuntă și mireasă.

### Televiziune
Începând cu 2021, piața media din Springfield ocupă locul 74 în țară, printre piețe precum Omaha, Nebraska și Columbia, Carolina de Sud. Zona este compusă din 31 de județe din sud-vestul Missouri și Arkansas. În 2021, există 432.370 de gospodării care dețin televiziune.
| Station | Channel | Network     | Subchannels                                                                           |
| ------- | ------- | ----------- | ------------------------------------------------------------------------------------- |
| KYTV    | 3       | NBC         | 3.4 Circle 3.5 Justice Network 3.6 Quest                                              |
| KRFT    | 8       | Court TV    | 8.2 Light TV 8.3 This TV 8.4 Heartland 8.5 QVC 8.6 Nuestra Visión 8..8 Dabl 8.9 Buzzr |
| KOLR    | 10      | CBS         | 10.2 Laff 10.3 Grit 10.4 CBN News                                                     |
| KYCW    | 24      | The CW      | 3.2 WeatherNation TV 3.3 Cozi TV                                                      |
| KOZK    | 21      | PBS         | 21.2 PBS Kids 21.3 Create 21.4 World Channel                                          |
| KOZL    | 27      | MyNetworkTV | 27.2 Court TV Mystery 27.3 Bounce TV                                                  |
| KSPR    | 33      | ABC         | 33.2 The CW 33.3 Antenna TV                                                           |
| KRBK    | 49      | Fox         | 49.2 MeTV 49.3 Movies!                                                                |

### Radio
| - KGBX-FM - KADI-FM - KKLH-FM - KOMG-FM - KOSP-FM - KQRA-FM - KSCV-FM - KSGF-FM - KSMU-FM - KSPW-FM | - KTOZ-FM - KTTS-FM - KTXR-FM - KWFC-FM - KWND-FM - KWTO-FM - KXUS-FM | - KWTO (AM) - KBNN-AM - KSWM-AM - KBFL-AM - KSGF-AM - KICK - KGMY-AM - KMRF-AM - KRZD |

### Film
Filmul și televiziunea se află în Springfield din anii 1950. Mai multe filme, cum ar fi „The Winning Team”’ (1952) cu Doris Day, Frank Lovejoy și viitorul S.U.A. Președintele Ronald Reagan și-au avut premiera în Springfield, la Gillioz Theatre din centrul orașului. La ea au participat Ronald și Nancy Reagan și președintele Harry S. Truman.
Springfield a găzduit emisiunea de televiziune de muzică country „Ozark Jubilee”’.Format:Citare necesară
În 2007, Springfield a fost unul dintre alte peste o duzină de alte Springfield din țară care luptă pentru a găzdui premiera filmului „The Simpsons Movie]]” printr-o competiție video online votată de cititorii „USA Today] ]. Premiera a fost găzduită în cele din urmă în Springfield, Vermont.
Springfield găzduiește concursul de film SATO 48 (Springfield And The Ozarks 48-Hour Film Challenge) în fiecare primăvară, în care realizatorii de film au 48 de ore pentru a realiza un film de cinci minute sau mai puțin.Format:Citare necesară
În 2018, la Springfield a început un nou festival de film, Rated SGF. Evenimentul este găzduit de Asociația de Film și Media din Springfield și de Asociația Downtown Springfield.

## Personalități născute aici

### Artă, literatură, științe umaniste și divertisment
- Lennie Aleshire, interpret de vodevil și muzică country
- Jerry L. Atwood, chimist
- Bob Barker, gazda emisiunii de jocuri (The Price is Right)
- Julie Blackmon, fotograf
- Aaron Buerge, vedeta la ABC The Bachelor, sezonul 2
- Kristi Capel Miss Missouri 2006, prezentatoare pentru WJW în Cleveland
- Kim Crosby, interpret la Broadway
- Ian Eskelin, solistul trupei All Star United
- Ralph D. Foster, pionier al audiovizualului
- William Garwood, actor
- John Goodman, actor (născut în Affton și a studiat la Missouri State University), câștigător de numeroase premii, inclusiv Primetime Emmy Award și Golden Globe Award
- Kathleen Turner, actriță, de două ori câștigătoare a Globului de Aur
- Brenda Lee, cântăreață, câștigătoare a numeroase premii, inclusiv un Premiul Grammy
- Ozark Mountain Daredevils, trupă rock
- Brad Pitt, actor și a participat la Kickapoo High School, câștigător al Golden Globe Award și al Primetime Emmy Award
- Lucas Grabeel, actor, cântăreț (High School Musical, High School Musical 2 și High School Musical 3: Senior Year)
- Sara Groves, artistă creștină contemporană
- Tess Harper, actriță (absolventă de la Missouri State University)
- David L. Harrison, autor și poet pentru copii
- Speedy Haworth, chitarist și cântăreț
- Grace Hayes, actriță
- Joe Haymes, lider de trupă-aranjator din era swing (născut în Marshfield; a crescut și și-a început trupa în Springfield)
- Josh Heinrichs, cântăreț reggae
- Juto, cântăreț
- Melissa Hutchison, de două ori nominalizată la BAFTA
- Virginia Hunter, actriță
- Jay Kenneth Johnson, actor (Days of Our Lives)
- The Jordanaires, grup de cântare
- David Kershenbaum, producător de discuri
- King's X, grup muzical
- Chandler Lawson, deținătoarea titlului concursului de frumusețe, Miss Tennessee 2012
- Jim Lowe, cântăreț de muzică country
- Robin Luke, muzician
- The Marksmen, cvartet de cântări (inițial The Foggy River Boys)
- Mariann Mayberry, actriță
- Crystal Methyd, drag queen, pe locul al doilea în sezonul doisprezece al RuPaul's Drag Race
- Daya Betty, drag queen, concurentă la sezonul paisprezece din RuPaul's Drag Race
- Chappell Roan, cântăreț și compozitor
- The Ozark Mountain Daredevils, grup muzical
- The Philharmonics, cvintet cântând
- Mary Ellen Ray, actriță
- Jake Wesley Rogers, cântăreț
- Artie Romero, caricaturist, animator
- Jah Roots, trupă reggae
- Ronnie Self, cântăreț/compozitor
- Scott Siman, producător muzical și executiv
- Si Siman, producător muzical și executiv broadcast
- Cailee Spaeny, actriță (Vice, Pe baza sexului)
- Speakeasy, trupă rock and roll
- Someone Still Loves You Boris Eltsin, grup muzical
- Heidi Strobel, Survivor concurentă
- Terre Thaemlitz, muzician, producător cultural
- Marissa Whitley, Miss Teen USA 2001
- Tony Tost, poet
- Speedy West, chitarist de oțel și producător de discuri
- Robert Westenberg, interpret de Broadway
- Tom Whitlock, Academy Award câștigător pentru Cea mai bună melodie originală, Take My Breath Away
- Adrienne Wilkinson, actriță (absolventă de la Kickapoo High School)
- Slim Wilson, muzician, personalitate de radio și TV
- Daniel Woodrell, autor
- Percy Grainger, compozitor muzical, (a trăit în Springfield din 1940 până în 1943)[116]

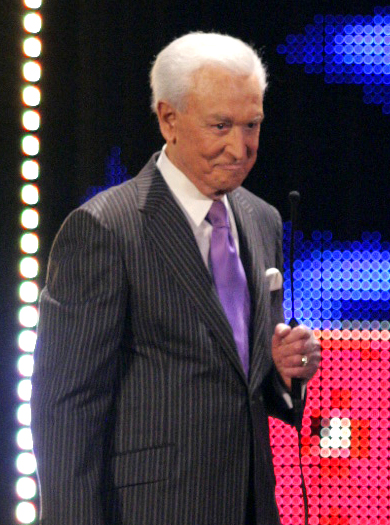
Bob Barker
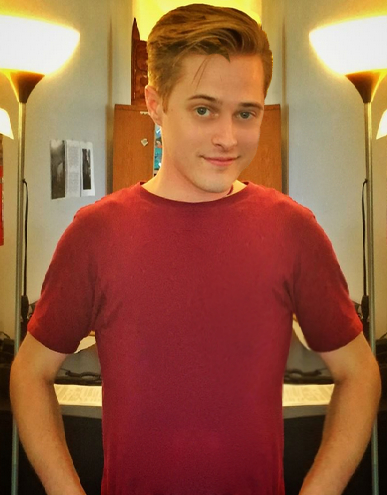
Lucas Grabeel
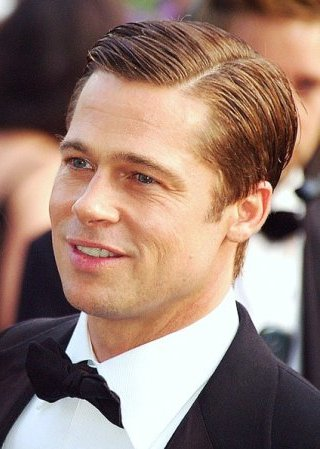
Brad Pitt
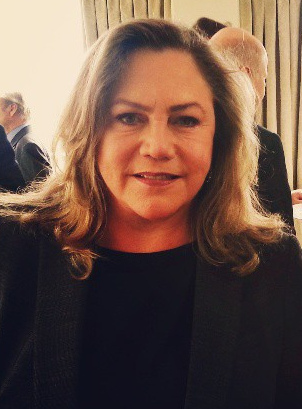
Kathleen Turner
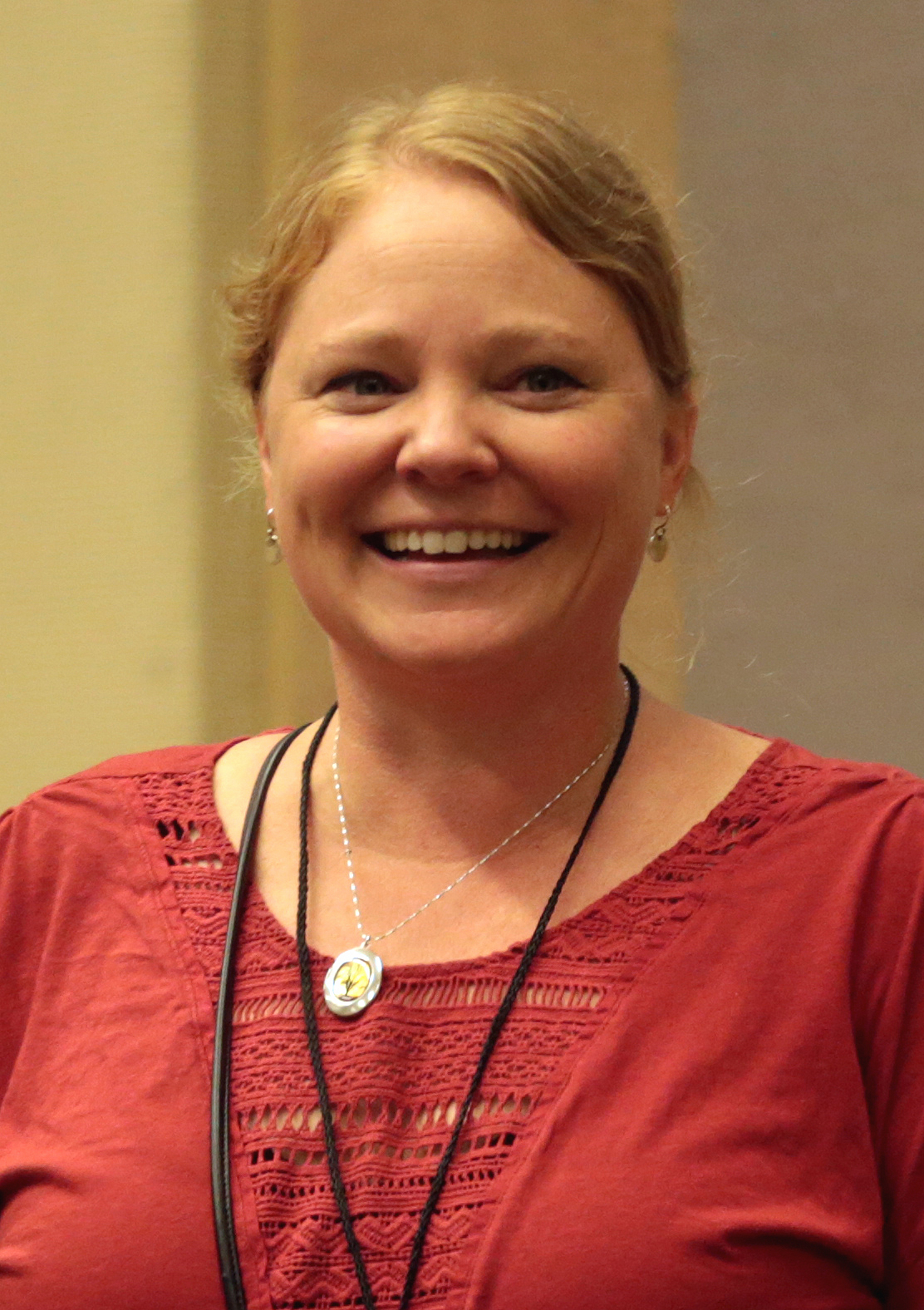
Melissa Hutchison
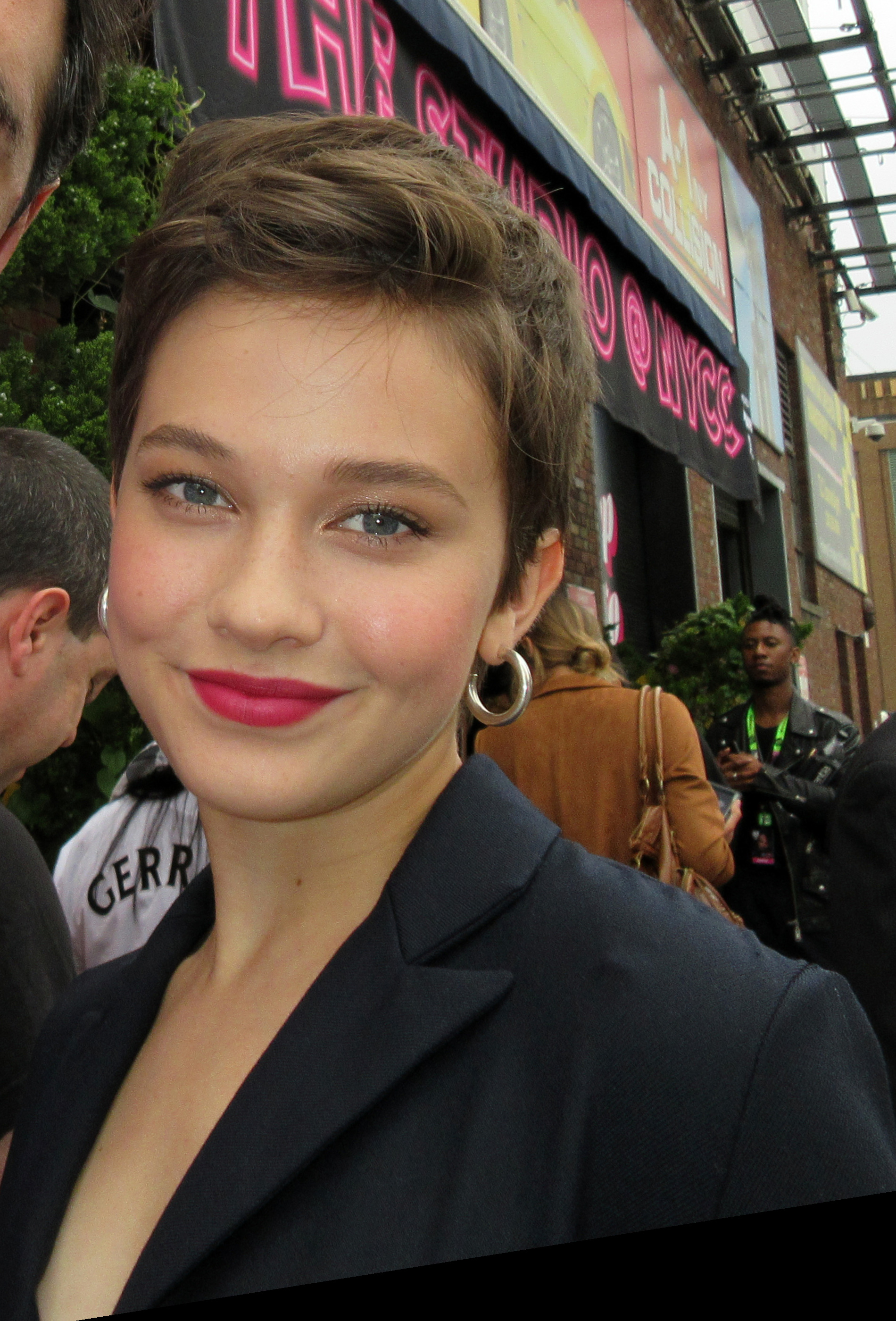
Cailee Spaeny

## Sporturi
- Jaelon Acklin, jucător CFL, Ottawa Redblacks
- Scott Bailes, aruncător MLB în anii 1980 și 1990; comentator de culoare pentru Springfield Cardinals
- Eddie Carnett, aruncător MLB în anii 1940
- Dean Deetz, jucător MLB, Houston Astros
- Lori Endicott, Atlanta 1996 jucătoare de volei olimpic
- BJ Flores, boxer
- Courtney Frerichs, Rio 2016 și Tokyo 2020 atletism
- Gracie Gold, Soci 2014 patinatoare olimpica, campioană SUA în 2014 și 2016
- Dorial Green-Beckham, jucător NFL, Tennessee Titans 2015, Philadelphia Eagles 2016
- Lucas Harrell, jucător MLB, Toronto Blue Jays
- John Howard, Mexico City 1968, München 1972, Montreal 1976 cicalist
- Ryan Howard, jucător MLB, NL Rookie of the Year 2005, 2006 Home Run Derby campion, 2006 NL Cel mai valoros jucător
- Jack Jewsbury, jucător MLS pentru Portland Timbers
- Jerry Jones, proprietarul Dallas Cowboys; a lucrat în Springfield cu tatăl Pat Jones la compania de asigurări Modern Security Life în anii 1960
- Josh Kinney, primul cardinal Springfield (AA) care a intrat pe lista MLB St. Louis Cardinals
- Stan Musial, jucător de baseball Hall of Fame pentru St. Louis Cardinals, a jucat pentru Springfield Cardinals originali la sfârșitul anilor 1930
- Larry Nemmers, arbitru NFL
- Mickey Owen, jucător MLB
- Robin Partch, Grenoble 1968 luger
- Dave Patterson, jucător MLB, Los Angeles Dodgers
- Jason Pyrah, Atlanta 1996 și Sydney 2000 alergător olimpic de 1500 m
- Steve Rogers, aruncător titular MLB, de 5 ori All-Star; cel mai de succes ulcior din istoria Montreal Expos.
- Emily Scott, Soci 2014 patinatoare olimpica de viteză
- Horton Smith, jucător de golf, de două ori campion la Turneul Masters.
- Payne Stewart, jucător profesionist de golf
- Jackie Stiles, cel mai bun marcator din toate timpurile NCAA la baschetul feminin
- Jeri Sitzes, boxer
- Anthony Tolliver, jucător NBA pentru Minnesota Timberwolves
- Paul Walker, fotbalist

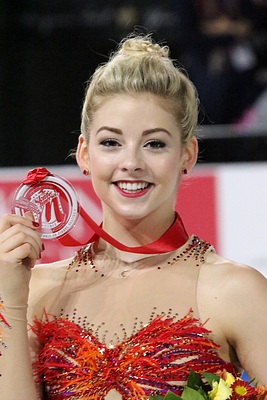
Gracie Gold
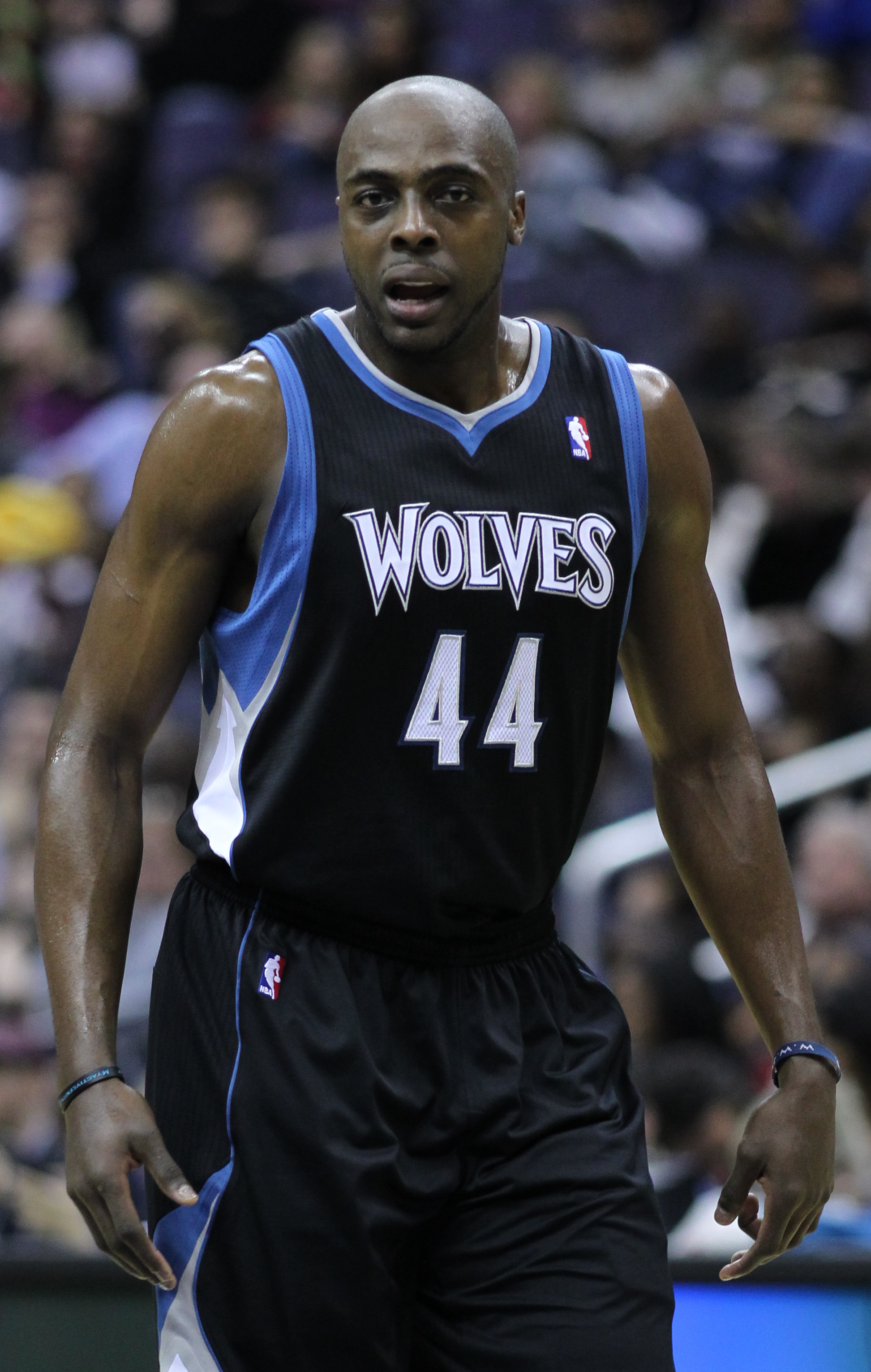
Anthony Tolliver
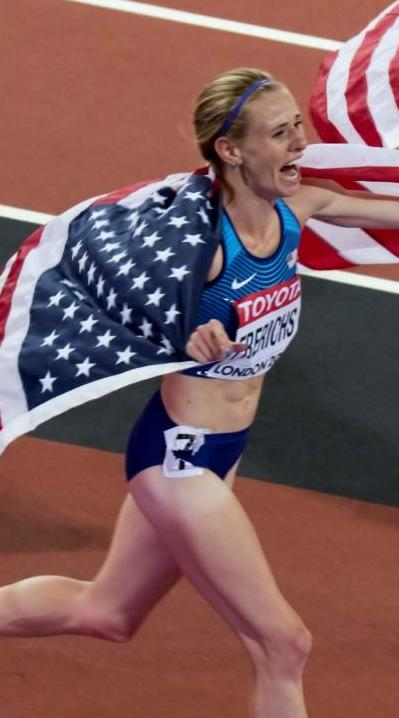
Courtney Frerichs
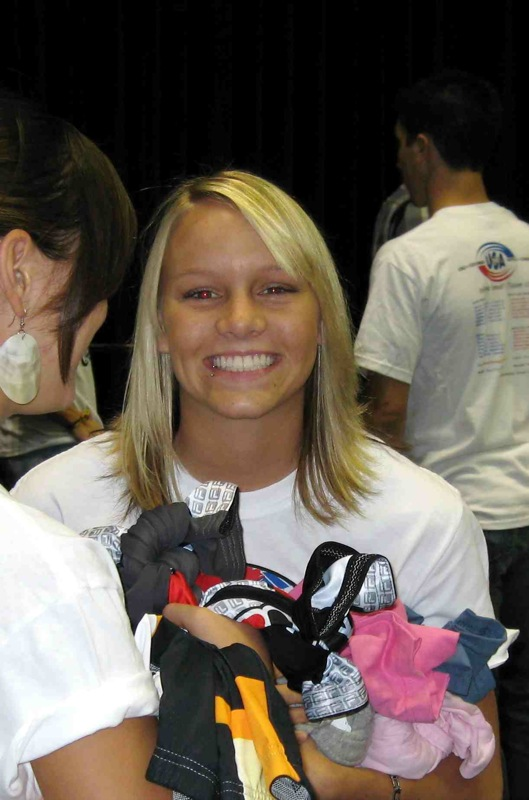
Emily Scott

## Afaceri
- William F. Austin, CEO al Starkey Hearing Technologies
- Jack Gentry, veteran al celui de-al Doilea Război Mondial și al Războiului Coreean; fondator al Positronic
- David Glass, fost CEO al Walmart; proprietarul Kansas City Royals de la MLB
- John Morris, fondator și proprietar majoritar, Bass Pro Shops[117]
- Jack Stack, fondatorul SRC Holdings
- Byron Trott, bancher de investiții

## Politică
- John Ashcroft, fostul Procuror general al Statelor Unite
- Matt Blunt, fost guvernator al Missouri
- Melanie Blunt, fosta prima doamnă din Missouri
- Roy Blunt, fost senator al SUA
- Dennis Bonner, legiuitor al statului Missouri
- Sempronius H. Boyd, fost reprezentant al SUA și ministru al Statelor Unite în Siam
- Miller Dunckel, fost trezorier al statului Michigan
- James McBride, fost ministru al Statelor Unite în Hawaii
- Karen L. Williams, actualul Ambasador al Statelor Unite în Surinam
- Charlie Brown, fost reprezentant al SUA
- Mark A. Ediger, fost chirurg general al Forțelor Aeriene ale Statelor Unite
- Johnny Ellis, legiuitor al statului Alaska
- Scott Fitzpatrick, auditor de stat al Missouri și fost trezorier de stat al Missouri
- M. Douglas Harpool, judecător districtual al Statelor Unite ale Americii
- Gilbert H. Jertberg, Judecător de circuit al Statelor Unite
- Jim Keet (născut în 1949), fost membru al ambelor camere ale legislativului Arkansas; nominalizat în 2010 pentru Republican gubernator în Arkansas
- Margaret Kelly, fost auditor de stat Missouri, nominalizată la guvernator republican din Missouri
- Billy Long, fost reprezentant al SUA
- Dale Long, jucător de baseball MLB, a lovit un home run în opt jocuri consecutive
- Duard Marshall, pictor, litograf și student al lui Thomas Hart Benton
- Roscoe C. Patterson, fost senator și reprezentant al SUA
- William C. Price, fost trezorier al Statelor Unite
- Crystal Quade, lider al minorității, Camera Reprezentanților din Missouri
- Betsy Fogle, membru al Camerei Reprezentanților din Missouri
- Alex Riley, membru al Camerei Reprezentanților din Missouri

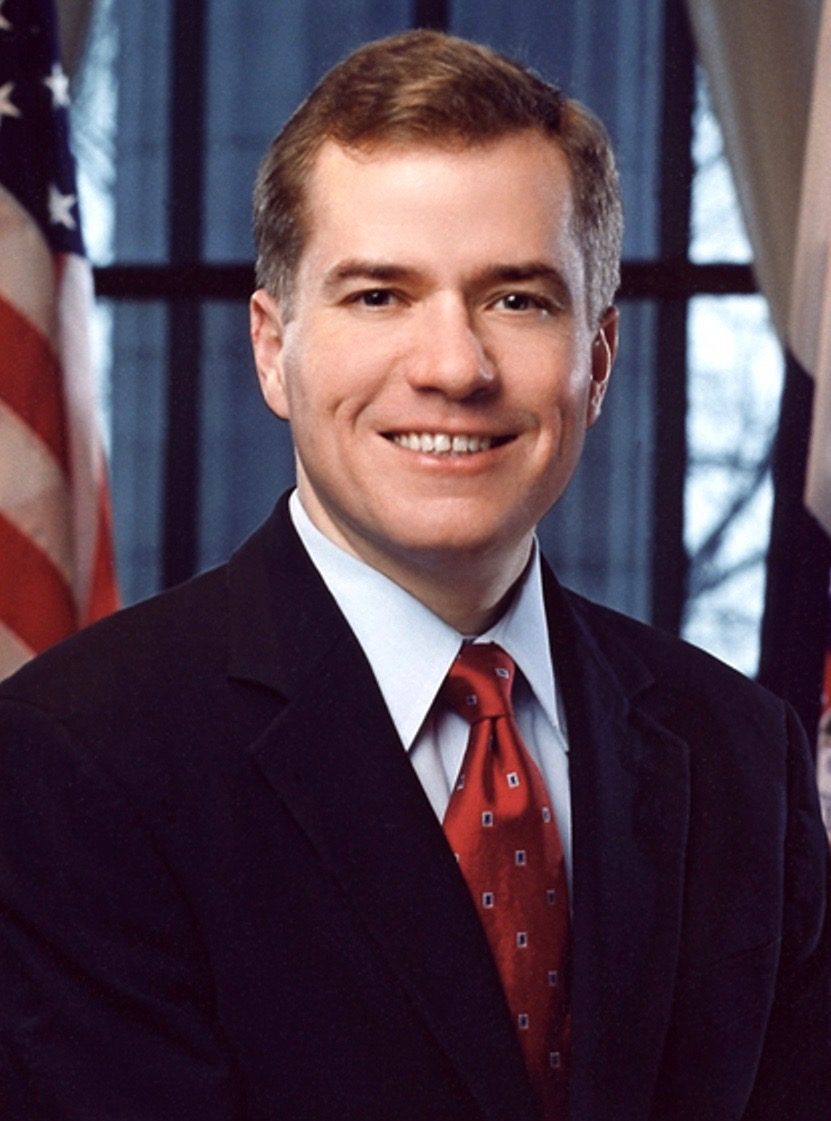
Matt Blunt
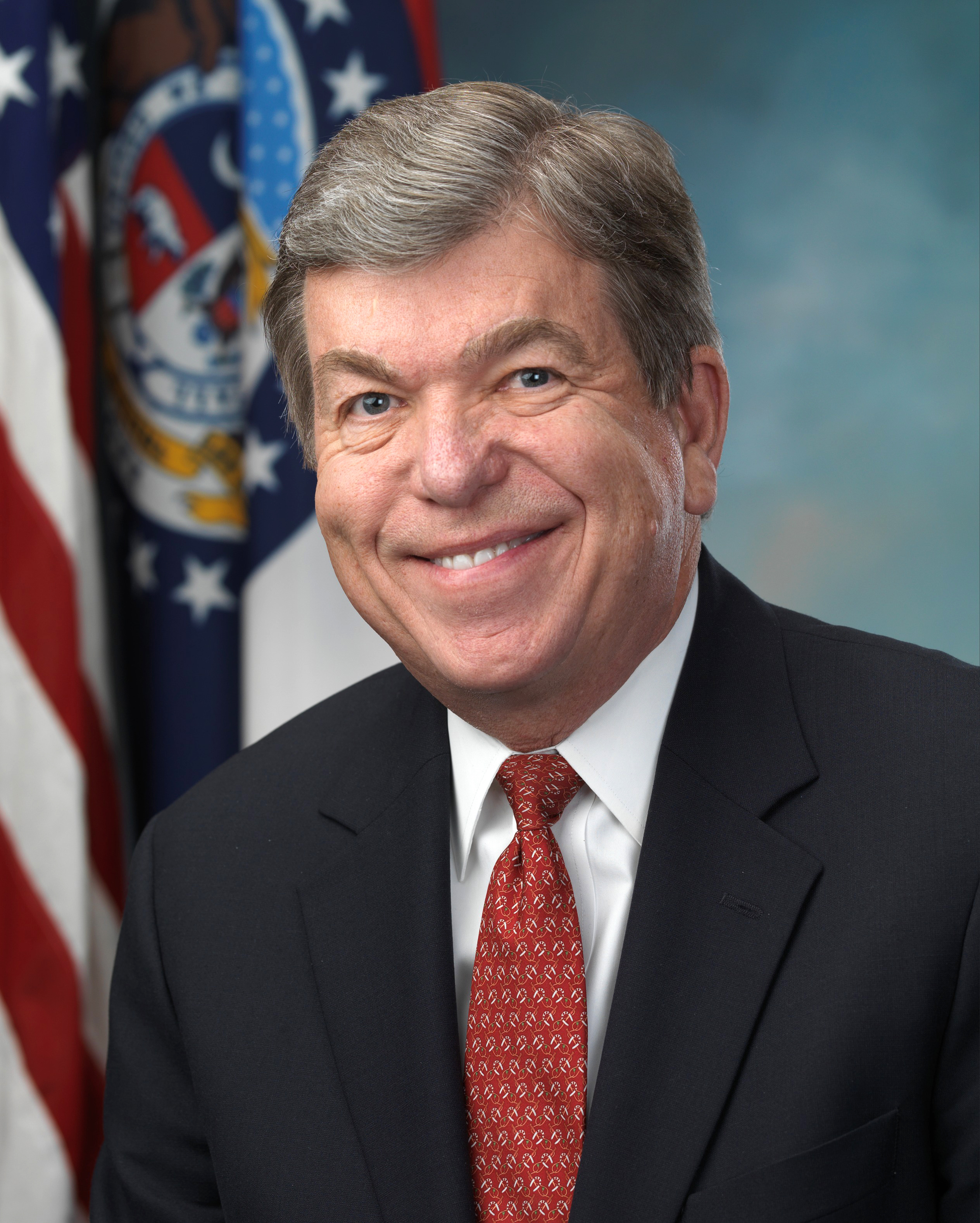
Roy Blunt
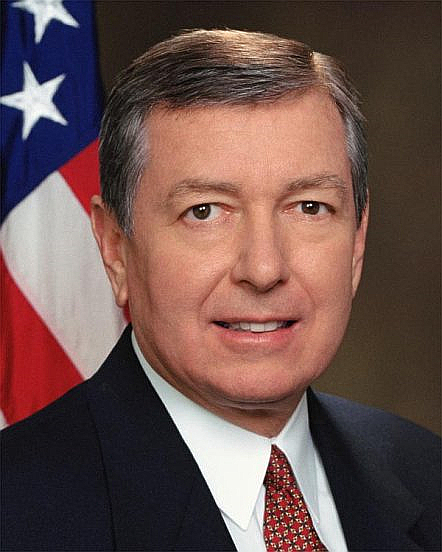
John Ashcroft

## Altele
- Jimmie Angel, aviator, descoperitorul Angel Falls, cea mai înaltă cascadă cu cădere liberă din lume
- William A. Beiderlinden, general-maior al armatei SUA[118]
- Oliver Brown, reclamant în cazul Curții Supreme Brown v. Board of Education, născut în Topeka
- James E. Cofer, profesor la Missouri State University, președinte 2010-11
- J. Alan Groves, ebraic biblic; editor al bazei de date de morfologie ebraică Groves-Wheeler
- Edwin P. Hubble, celebru Telescopul Spațial Hubble (născut în Marshfield)[119]
- Virginia E. Johnson, sexolog; membru junior al echipei de cercetare în sexualitate Masters and Johnson.
- Janet Kavandi, astronaută NASA
- Curtis Price KBE, director al New College, Oxford
- Emma J. Ray, activistă, sufragistă

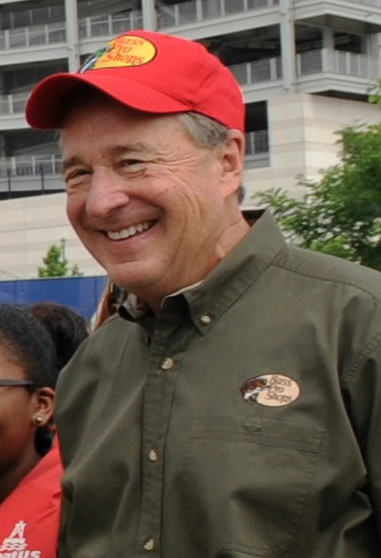
Johnny Morris
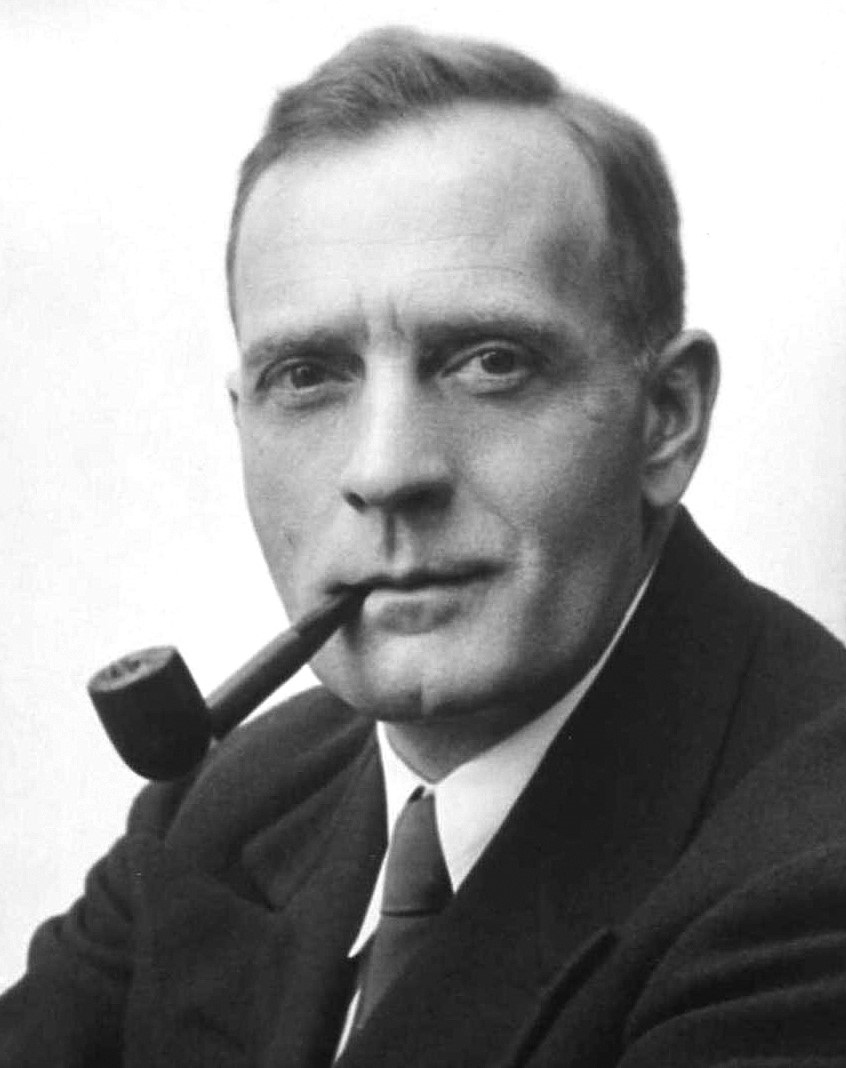
Edwin Hubble
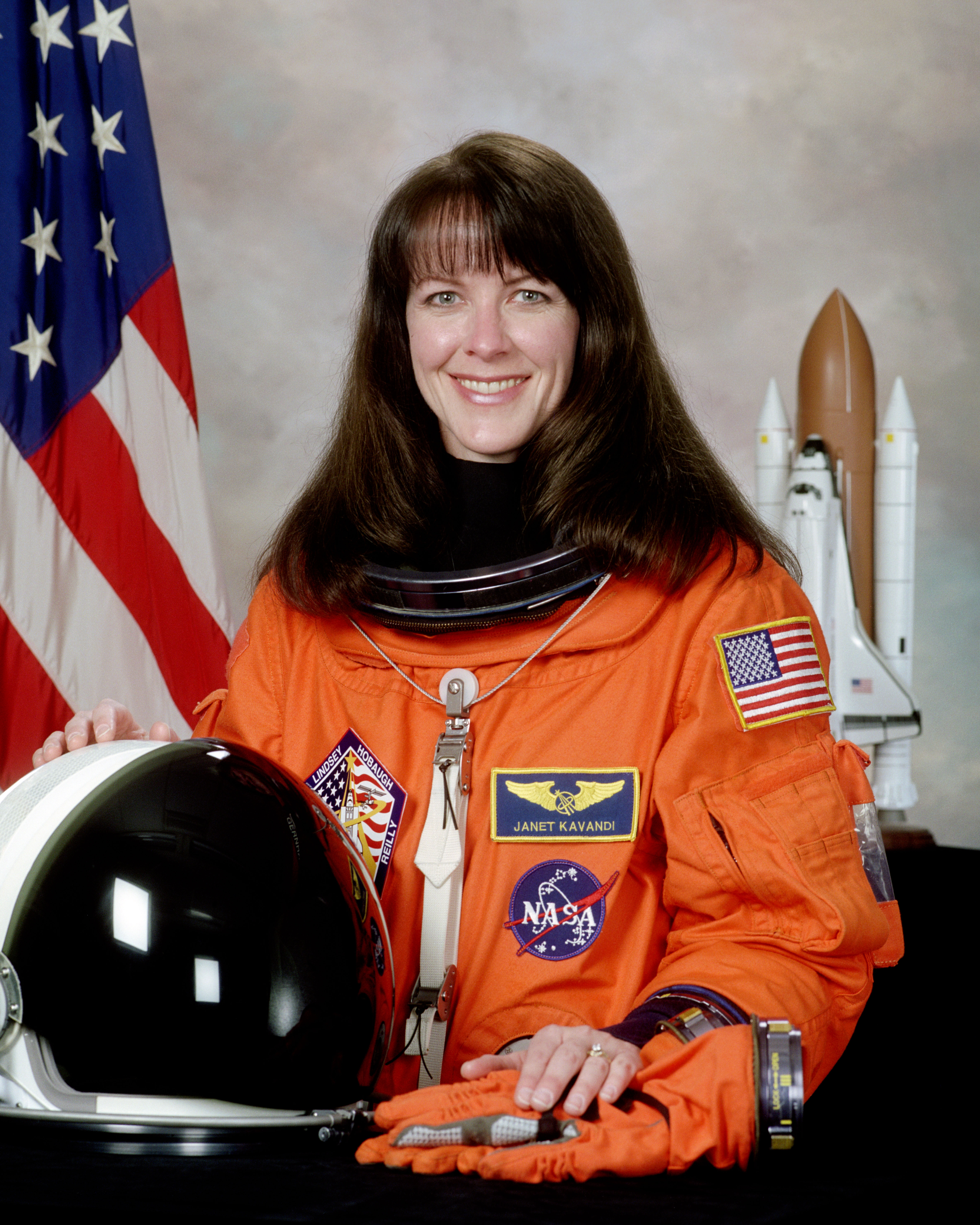
Janet L. Kavandi